# 2016年のラジオ (日本)
2016年のラジオでは、2016年の日本のラジオ番組、その他ラジオ界の動向についてまとめる。

## 主な番組関連の出来事

### 1月
- 10日 - 【訃報・東京都】J-WAVEで放送されている『Jam the WORLD』の月曜ナビゲーターを務めていたジャーナリスト・雑誌編集者の竹田圭吾がこの日午後、膵臓がんのため東京都内の病院で死去。竹田は同月4日の放送で11日で降板することを発表していた[1]。
- 15日 - SMAPが解散する可能性が出てきたという一連の報道を受け、メンバーの木村拓哉がDJを務める『木村拓哉のWhat's UP SMAP!』（TOKYO FM）の中で「今週、いろんなニュース・報道が出まして、本当に皆さんのことをお騒がせしていますが、いつかちゃんと自分の言葉で話せる時が来たら、ちゃんとこのワッツでお話したいと思います」と騒動に言及。そしてファンに対し「信じてついてきてください」とコメント[2]。
- 18日 - 【関東広域圏】TBSラジオで放送されている『大沢悠里のゆうゆうワイド』が今年の4月をもって終了することを、生放送中に同番組パーソナリティの大沢悠里が発表[3]。また『ゆうゆうワイド』終了後の後番組のメインパーソナリティにはタレントの伊集院光が就任することも併せて発表[4]。
- 19日 - 【関東広域圏】文化放送は定例社長会見の中で、解散報道があったSMAPのメンバー・稲垣吾郎がDJを務める『稲垣吾郎のSTOP THE SMAP』について、文化放送の三木昭博社長は「番組改編後の4月以降も継続したい意向」と発言[5]。なお、同番組はSMAPのメンバーが現在担当するラジオ番組では最長（1991年10月に放送開始）[6]。
- 23日 - 【関東広域圏】TBSラジオで放送されている『週末お悩み解消系ラジオ ジェーン・スー相談は踊る』のメインパーソナリティ・ジェーン・スーが番組内で、2016年春の改編で11時から13時までの月 - 金曜帯枠の新番組『ジェーン・スー 生活は踊る』を担当することを発表。なお、これに伴い『相談は踊る』は4月9日をもって番組の終了が決まったことも併せて発表[7]。
- 25日 - 【北海道】STVラジオは、北海道出身の歌手・松山千春がデビュー40周年を迎えることにあたり、平日のレギュラー番組で松山に関する企画を放送する『松山千春デビュー40周年記念リクエストスペシャル』を放送[8]。
- 27日 - ロックバンド・ゲスの極み乙女。が、TOKYO FMで放送されている『SCHOOL OF LOCK!』の中で毎週水曜に担当するワンコーナー「ゲスの極みLOCKS!」を一時降板することを発表[9]。

### 2月
- 5日 - ベッキー（タレント・歌手）が芸能活動を休止することに伴い、TOKYO FMの冠ラジオ番組『ベッキー♪ GO LUCKY』が2月14日放送回をもって終了することをTOKYO FMが発表[10]。なお7日の放送分および14日の最終回では、同番組の冠スポンサーである太田胃散はおろか、番組中CMが一切流れない異例の放送となった[11][12]。
- 10日 - 声優で歌手の田村ゆかりが自身の公式サイトで、文化放送での冠ラジオ番組『田村ゆかりのいたずら黒うさぎ』を3月末（3月27日未明（26日深夜）放送分）をもって終了することを発表[13]。
- 16日 - NHK-FMの長寿トーク番組『日曜喫茶室』（毎月最終日曜12:15 - 14:00）のマスター（パーソナリティ）を1977年の番組開始から39年にわたって務めた放送作家のはかま満緒がこの日、東京都内の自宅で倒れ、救急搬送先の病院で心不全のため死去[14]。なお、同番組は死去前日の2月15日に収録された2月28日放送分[注 1] も予定通り放送され、番組冒頭でNHKの女性アナウンサーが「ご遺族の同意をいただき、生前最後の録音となった『日曜喫茶室』をお届けします」との説明の後、本編が放送された。3月27日の『日曜喫茶室』は、はかまの足跡を振り返る追悼企画を放送する予定で、4月以降の放送については、当面の間、過去の放送から厳選した傑作選を再放送する予定[15]。
- 19日 - 【中京広域圏】CBCラジオで放送されている『北野誠のズバリ』のアシスタントを務める氏田朋子（フリーアナウンサー・元CBCテレビアナウンサー）が、第1子妊娠を番組冒頭で発表[16]。
- 22日 - 【関東広域圏】TBSラジオは、『大沢悠里のゆうゆうワイド』が4月8日に終了することに伴い、4月11日にスタートするタレント・伊集院光がメインパーソナリティーを務める後番組に関しての詳細を発表[17]。新番組名は『伊集院光とらじおと』（毎週月 - 木曜、8:30 - 11:00）[17]。火曜担当予定の上田まりえ（元日本テレビアナウンサー）[18] を始め、前番組同様に日替わりアシスタント制となる。また木曜は、伊集院に加え、アシスタントに有馬隼人（元TBSアナウンサー、アメリカンフットボール解説者）、パートナーに柴田理恵（女優、タレント）が起用される3人体制。なお、毎週金曜は同時間帯に、木曜アシスタントの有馬隼人とタレントの山瀬まみのコンビがDJを務める『有馬隼人とらじおと山瀬まみと』がスタートする[17]。また、同じくTBSラジオで伊集院がDJを務める深夜番組「伊集院光 深夜の馬鹿力」は、4月以降も継続[19]。
- 24日 - いずれも【関東広域圏】TBSラジオ
  - 4月8日に終了する『大沢悠里のゆうゆうワイド』のコーナーで、タレントで俳優の毒蝮三太夫がレポーターを務める『毒蝮三太夫のミュージックプレゼント』について、4月11日スタートのコラムニストのジェーン・スーがDJを務める新番組『ジェーン・スー 生活は踊る』（月 - 金曜、11:00-13:00）の中で継続して放送することを発表。なお、TBSラジオ社長の入江清彦によると「月 - 木曜までの生中継とし、金曜は毒蝮本人の希望で休みとする」こととしている[20]。
  - TBSラジオで放送されている『六輔七転八倒九十分』のメインパーソナリティであり、2月1日放送分より同番組を休養している放送作家でタレントの永六輔が、腰の手術を受け入院していることがTBSラジオ社長の入江清彦が発表。なお入江は、永の容体と今後について「回復状況が芳しくないが、回復したらまた出演していただく予定」と説明[21]。

### 3月
- 火曜会制作の音楽ランキング番組『J-Hits COUNTDOWN』が終了。これにより、1962年7月から放送されていた『全国歌謡ベストテン』時代から54年続いた火曜会制作の音楽ランキングシリーズが終幕。
- 4日 - 【関東広域圏】TBSラジオで放送されている『たまむすび』の金曜パーソナリティーを務める小林悠アナウンサーが同日付を以て、健康上の理由でTBSを退職したことを発表[22]。ちなみに、小林アナは『たまむすび』の生放送を体調不良で2週休演しており、代演には同じくTBSの堀井美香アナウンサーが務めた。
- 5日 - 【スポーツ・中京広域圏】東海ラジオは、昨年限りで中日ドラゴンズを引退した山本昌（今シーズンより、東海ラジオをはじめニッポン放送・ABCラジオ等の解説者を担当）の引退試合・中日ドラゴンズ対東京ヤクルトスワローズ（ナゴヤドーム）をラジオ独占で実況中継[23]。
- 7日
  - 【関東広域圏】TBSラジオは4月8日で終了する『大沢悠里のゆうゆうワイド』を土曜日の『サタデー大人天国! 宮川賢のパカパカ行進曲!!』の後番組として継続、『大沢悠里のゆうゆうワイド土曜日版』として放送開始することを発表した。パーソナリティの大沢悠里によれば復活を望むリスナーの声が多かったことが要因だとしている[24]。なお、内容は「お色気大賞」や「悠里のグッドグッドミュージック」など『ゆうゆうワイド』時代の人気コーナーをそのまま引き継がれる[25]。
  - 【東京都】J-WAVEは、2016年春の改編における新番組として、KenKen（ベーシスト・月曜）、松岡茉優（女優、タレント・火曜）、満島真之介（俳優・水曜）、渡辺直美（芸人・木曜）が日替わりでナビゲーターを務める帯番組『AVALON』を4月4日よりスタートさせることを発表[26]。
- 8日
  - 【関東広域圏】ニッポン放送は、定例社長会見の中で2016年春の改編における新番組を発表。『大谷ノブ彦 キキマス!』の後番組としてスタートする新番組にRAGFAIRの土屋礼央を起用した『土屋礼央 レオなるど』を発表。なお、土屋がニッポン放送の番組を担当するのは、『土屋礼央のオールナイトニッポン』の終了以来11年ぶり[27]。『山口良一 今日もいきいきあさ活ニッポン』の後番組には、同局の上柳昌彦アナウンサーを起用した『上柳昌彦 あさぼらけ』がスタート。また会見中には、1月に解散騒動が起こったSMAPのリーダー・中居正広がパーソナリティーを務める『中居正広のSome girl' SMAP』にも触れられ、ニッポン放送の村山創太郎社長は同番組の番組継続を正式に明らかにした[28]。
  - TBSラジオは、3月5日未明（4日深夜）に放送された『金曜JUNK・バナナマンのバナナムーンGOLD』の番組内で、ゲストで出演当時20歳3か月の生駒里奈（当時乃木坂46）が、同番組の生放送を行った アメリカ合衆国・マリアナ諸島のグアムで飲酒をしたシーンを放送したことについて、番組スタッフがアメリカ法で21歳未満の飲酒が禁止されていること（2010年施行）の現地法規を認識していなかったとして、同局の公式サイトで謝罪のコメントを発表した[29][30]。
- 10日 - 【宮城県】東北放送は、3月末で閉局する宮城県女川町の臨時災害放送局「女川さいがいFM」の一部の番組を引き継ぎ、4月より『佐藤敏郎のonagawa now! 〜大人のたまり場〜』として放送すると発表した[31]。
- 11日 - 東日本大震災から5年の節目となるこの日、NHK・民放各局において、震災発生時刻である14時46分をはさむ時間帯を中心に震災関連番組を編成。
- 14日 - KAT-TUNのメンバー・中丸雄一と、3月末でグループを脱退しジャニーズ事務所を退社する田口淳之介がDJを務める『KAT-TUNのがつーん』が3月21日の放送をもって終了することをこの日の放送のエンディングで発表[32]。翌15日の文化放送定例社長会見において三木明博社長が同番組の終了を正式に発表[33]。
- 15日〜18日 - 【中京広域圏】CBCラジオは、同局の創立65周年記念企画として、CBCラジオでパーソナリティを務めるオヤジ（つボイノリオ・北野誠・小堀勝啓アナ・多田しげおアナ）が日替わりでDJを務める特別番組『オヤジ達の夜チョメチョメ』を放送[34]。
- 15日
  - ニッポン放送は、音楽ユニット・いきものがかりのデビュー10周年記念の特別番組として、ボーカルの吉岡聖恵がDJを務める『いきものがかり吉岡聖恵のオールナイトニッポン』を放送。なお、吉岡は2009年1月 - 2010年12月にかけてANNを担当。また、2011年6月に一夜限りの復活をして以来、ANNのDJを担当するのは4年9ヶ月ぶりとなる[35]。
  - ニッポン放送は、同月28日より、歌手・俳優の星野源がパーソナリティを務める『星野源のオールナイトニッポン』を開始すると発表した。星野によるANNは2008年8月から11月まで放送された『オールナイトニッポン クリエイターズナイト』の週替わりパーソナリティ、2015年6月と12月の単発放送を経てからの正式起用となる[36]。
- 16日
  - 【東京都】J-WAVEの『MAKE IT 21』のナビゲーターを務めるショーンK（ショーン・マクアードル川上）の経歴詐称問題が週刊誌報道で明らかになったことを受けて、ショーンKより今後の放送番組出演の自粛など公的活動を見合わせることが15日に発表されたため[37]、この日に番組公式ページにおいて19日及び26日の番組休止と19日の代替番組冒頭でJ-WAVEから『MAKE IT 21』に関する発表を行うと告知した[38]。
  - 【中京広域圏】東海ラジオは2016年の春の改編における新編成および新番組を発表。月 - 金曜の帯番組だった『かにタク言ったもん勝ち』を金曜のみの放送とし、月 - 木曜には『かにタク』のパーソナリティでもあるマジシャンのタクマを起用した『タクマのHAPPY TIMES!!』がスタート[39]。また同じく月 - 金曜の帯番組だった『宮地佑紀生の聞いてみや〜ち』を月 - 木曜の放送とし、金曜には『ズームイン!!朝!』（日本テレビ系）の中京テレビ担当レポーターで知られるタレント・きくち教児を起用した『きくち教児の楽気!DAY』がスタート[40]。
- 17日 - 文化放送は、『レコメン!』の木曜パーソナリティーを務める丸山隆平（関ジャニ∞）が3月24日の放送をもって番組を卒業することが生放送中に発表された。31日の放送からは、関ジャニ∞の後輩に当たるアイドルグループジャニーズWESTのメンバーである桐山照史と中間淳太が同番組に出演する。なお、丸山と同様に木曜パーソナリティーを務める村上信五（関ジャニ∞）は引き続き出演する[41]。
- 18日
  - TOKYO FMは、朝のジャーナルワイド番組『クロノス』をリニューアルすることを発表。中西哲生（元サッカー選手・スポーツキャスター）がDJを務める『中西哲生のクロノス』を月 - 金曜から月 - 木曜の放送とし、金曜にはフリーライターの速水健朗がDJを務める『速水健朗のクロノス・フライデー』がスタート[42]。
  - 文化放送は、3月末で終了する『田村ゆかりのいたずら黒うさぎ』の後番組に、女性声優の上坂すみれがDJを務める『上坂すみれの♡（はーと）をつければかわいかろう』が4月3日よりスタートすることを発表[43][44]。なお、文化放送以外では前番組であった「田村ゆかりのいたずら黒うさぎ」のネット局（朝日放送・九州朝日放送・東海ラジオ・STVラジオ・ラジオ福島）[45] のうち、RFCを除くABC・KBC・SF・STVでネットされる[46]。
  - 【京都府】α-STATIONは、平日21時台に放送している帯番組『FLAG RADIO』について、4月から水曜日担当を坂本慎太郎(元ゆらゆら帝国)（偶数月）、ジム・オルーク (ミュージシャン)（奇数月）が担当することを発表[47][48]。また、3月で終了する『STEEL HEARTS』の後番組に、岡崎体育がDJを務める『OKAZAKI RADIO CHANNEL』を4月1日から金曜22時30分から23時に放送することを発表[49]。
- 19日
  - 【近畿広域圏】毎日放送（MBSラジオ）・大阪放送（ラジオ大阪：OBC）・朝日放送（ABCラジオ）の在阪民放3局のFM補完放送（まいど!ワイドFM）開局を記念し、MBS・ABC・OBC共同制作の生放送番組『ほんまもんのワイドFMをハッキリ愛して』を放送[50]。
  - 【東京都】J-WAVEでは、ショーンK（ショーン・マクアードル川上）の一連の経歴詐称問題で放送休止を決めた『MAKE IT 21』の代替番組として『ザ・ミュージック・スペシャル』を放送。この日の番組冒頭では、ショーンK本人の肉声での謝罪コメントならびにショーンKの経歴を確認出来なかった事についてのJ-WAVEからの謝罪とともに『MAKE IT 21』は3月12日放送分を以て、番組打ち切りとすることを正式に発表[51][52]。
  - ニッポン放送は、歌手で俳優の福山雅治が15年にわたりパーソナリティーを務め、昨年3月に終了した『福山雅治のオールナイトニッポンサタデースペシャル・魂のラジオ』を、特別番組として放送[53]。
  - 【近畿広域圏】ABCラジオにて22時から放送された『NMB48学園〜こちらモンスターエンジン組〜』において、番組スタッフのミスにより、翌週の3月26日に放送を予定していた録音を誤って放送。ABCは番組の公式ホームページ等にお詫びのコメントを掲載した。なお、翌週はこの日放送予定だった3月19日放送分の録音をオンエア[54]。
- 20日 - 【北海道】FM NORTH WAVEは、4月からの番組改編情報をリリース。この中で『SAPPORO HOT 100』のレギュラー放送を8年ぶりに復活させることを発表した[55]。
- 21日
  - FM北海道（AIR-G'）は、北海道新幹線開業特別番組として『北海道新幹線開業記念特別番組・行くべ!行くっしょ!出発進行!!』を放送。北海道新幹線開業PRイメージキャラクター兼北海道新幹線特任車掌のタレント・鈴井貴之を司会を担当。なお番組内では、新幹線沿線のJFN系列局（エフエム青森・エフエム岩手・エフエム仙台・エフエム福島・エフエム栃木）の協力で各局パーソナリティからのレポートが入る[56]。また同月27日には、同じく鈴井貴之司会でAIR-G'とTOKYO FMの共同制作で北海道新幹線開業記念特別番組『ALL ROADS LEAD to HOKKAIDO!』が放送された[57]。
  - 【近畿広域圏】ABCラジオでこの日放送された『福本豊の虎たまデラックス!』の放送中に、同番組レギュラーの清水次郎アナウンサーが、中学・高校の教師転身を目指すため、6月末でABCを退社することを正式発表[58]。
- 22日 - 【北海道】HBCラジオは、3月28日よりスタートする新番組を発表。平日午前の新しいワイド番組『気分上昇ワイド ナルミッツ!!!』の開始や、ライバル・STVラジオのワイド番組『ウィークエンドバラエティ 日高晤郎ショー』の裏番組に当たる土曜午前の番組の大幅な変更を軸とする改編を行う[59]。
- 23日 - 【北海道】STVラジオは、4月4日より開始する春の改編における新編成および新番組を発表。野球中継のタイトルを長年使用した『STVアタックナイター』から『STVファイターズLIVE』に変更することや、土曜を除く平日・日曜のワイド番組を中心に新番組のスタート、時間帯の大幅な刷新、さらにパーソナリティーの入れ替えを柱とした過去に類を見ないほどの大幅な改編を行う[60]。
- 25日
  - 【スポーツ】全国の民間放送およびNHKで、プロ野球セ・パペナントレース開幕試合を中継。アール・エフ・ラジオ日本は2016年度の読売ジャイアンツ（巨人）戦を中心としたプロ野球中継『ラジオ日本ジャイアンツナイター』から、TBSラジオ及び同局がキー局のJRN各局の制作協力により、ラジオ日本制作の巨人戦中継19試合をJRN系各局に同時ネットする[61][62]。
  - 【徳島県】四国放送で1984年4月から放送されたワイド番組『えんやこらワイド』がこの日で終了。32年間の歴史に幕。
  - 【福岡県】RKBラジオは『エンタメバラエティ THE☆ヒット情報』をこの日の放送を以て終了。前身の『歌謡曲ヒット情報』を含めた47年6ヶ月にわたる番組の歴史に幕。
- 26日 - この日開業する北海道新幹線の記念特番として、HBCラジオはTBSラジオとの共同制作で『北海道新幹線開業特別番組〜つながったのでノリこみます!』を放送[63]。
- 27日
  - 【北海道】STVラジオは、北海道新幹線の記念特番として、函館市内から公開生放送を行った。
  - TOKYO FM系JFN全国ネットで1989年4月から放送されていたトーク番組『ハート・オブ・サンデー』がこの日をもって放送終了。27年の歴史に幕。
- 28日
  - 【福岡県】福岡県の民放AMラジオ局（九州朝日放送(KBCラジオ)・RKB毎日放送(RKBラジオ)）におけるFM補完放送（ワイドFM）が13時より開局することを記念し、KBC・RKB両局共同制作の特別番組『熱ラジ!』を同時生放送[64]。
  - 【徳島県】四国放送で、『えんやこらワイド』の後継番組として『ラジオ大福』（月 - 金曜、8:35 - 11:40）がこの日から放送開始。
- 30日 - 【北海道】STVラジオで放送されている『オハヨー!ほっかいどう』のパーソナリティを1987年から29年間担当した巻山晃（STVラジオパーソナリティ・元札幌テレビアナウンサー）が番組を卒業すると同時に、1964年から52年間続いたアナウンサー生活も引退[65]。
- 31日 - 【京都府】α-STATIONで1996年4月から放送されていた『STARDUST PARADE』がこの日の放送をもって終了。20年の歴史に幕[66]。

### 4月
- 1日
  - 【北海道】STVラジオがこの日未明〈3月31日深夜〉をもって『アタックヤング』シリーズを終了。地方局制作の深夜放送では最古参である45年6ヶ月の歴史に幕。これにより在京・在阪局を除く地方ラジオ局制作の深夜の帯番組はすべて姿を消すことになる。なお、翌週（4月5日未明〈4日深夜〉）よりニッポン放送からのネット受けで『ミュ〜コミ+プラス』を放送。
  - 【福岡県】KBCラジオは、この日から午前 - 午後の帯ワイド番組を大幅刷新。月 - 金曜の5:00 - 6:30に富田薫（KBCアナウンサー）がパーソナリティを務める『富田薫のアサコレ!』、月 - 金曜の6:30 - 9:30に宮崎放送やTVQ九州放送のアナウンサーを経て、福岡でフリーアナウンサーとして活躍する川上政行がメインパーソナリティを務める『川上政行 朝からしゃべりずき!』、月 - 金曜の9:30 - 13:00に『ガブリナ』の3番組を新たに開始。
  - JFN系列 - Perfumeのあ〜ちゃんこと西脇綾香と、9nineのちゃあぽんこと西脇彩華のコンビがDJを務める『あ〜ちゃん ちゃあぽんの!“West Side Story”』がJFN系列19局ネットで放送開始。なお、DJを務める2人は実の姉妹である[67]。
  - 【関東広域圏】TBSラジオ『たまむすび』金曜パーソナリティが堀井美香から安東弘樹（同局アナウンサー）に正式に交代・就任[68]
- 2日 - 【北海道】STVラジオで1975年4月から放送されていた前述の『オハヨー!ほっかいどう』の週末版『オハヨー!土曜日』がこの日をもって放送終了。41年の歴史に幕。
- 3日
  - TOKYO FMは、この日より日曜日の番組を大幅刷新。このうち、歌手でタレントのベッキーが芸能活動を休止したことに伴い終了した『ベッキー GO LUCKY』の後枠として、ロックバンド・BREAKERZのメインボーカルで歌手・タレントのDAIGOがDJを務める『DAIGOのOHAYO-WISH!!』を放送開始[69][注 2]。
  - 【中京広域圏】東海ラジオの兄弟会社に当たる東海テレビの高井一アナウンサーがDJを務める『高井一 スイッチ・オン!』が放送開始。なおこの番組は、高井がレギュラー出演する東海テレビ平日昼前の情報生番組『スイッチ!』との連動企画がメインとなる[70]。
  - 【北海道・中京広域圏】1996年10月からHBCラジオで放送開始し、1999年4月から東海ラジオでネット局に加わった、アニラジ『サンライズラヂオBREEZE』がHBCラジオは先週の3月27日に、東海ラジオではこの日をもって放送終了。これにより一連の『サンライズラヂオ』シリーズが19年半の歴史に幕。
- 4日
  - NHK、2016年度の番組新編成を開始。
    - ラジオ第1放送
      - 『午後のまりやーじゅ』の後継となるワイド番組『ごごラジ!』（月 - 金曜 13:05 - 16:55[注 3]）が放送開始。進行は『午後のまりやーじゅ』で金曜日の進行を担当したNHKアナウンサーの神門光太朗が務め、月曜が山口香、火曜が稔幸（年度前期）・杜けあき（年度後期）、水曜が風見しんご、木曜が井川修司（イワイガワ）、金曜が高橋久美子（元チャットモンチー）と、日替わりパーソナリティは稔と高橋を除き前番組から続投する。

  - 【東京都】TOKYO FMは、この日から新しいワイド番組として、AKB48の前総監督で4月8日を以て同グループを卒業した高橋みなみを起用した『高橋みなみの これから、何する?』（月 - 木曜 13:00 - 14:55）がスタート[71]。
  - 【ラジオドラマ・福岡県】RKBラジオは、RKB毎日放送の開局65周年記念企画として連続ラジオドラマ『RKB65周年記念連続ラジオドラマ 家族びより〜シアワセの高取家〜』をスタート。なお、演者はすべてRKBのアナウンサーが務める[72]。
- 8日 - 【関東広域圏】『大沢悠里のゆうゆうワイド』（TBSラジオ）がこの日の放送をもって番組終了。1986年にスタート以来、足掛け30年・通算7808回の歴史に幕[4]。なお最終回は、静岡県富士宮市の田貫湖湖畔にある休暇村富士から全編生中継を行った[73]。
- 9日 - 【関東広域圏】TBSラジオにて『大沢悠里のゆうゆうワイド土曜日版』（土曜 15:00 - 16:50）が放送開始[25]。これまで『ゆうゆうワイド』を担当した大沢悠里と金曜日パートナーのさこみちよ[注 4] がパーソナリティを務める[24]。
- 11日
  - 【関東広域圏】TBSラジオ
    - 伊集院光がメーンパーソナリティーを務める『伊集院光とらじおと』（月 - 木曜 8:30 - 11:00）が放送開始[17][19]。
    - ジェーン・スーがメーンパーソナリティーを務める『ジェーン・スー 生活は踊る』（月 - 金曜、11:00 - 13:00）が放送開始。なおこの番組内に『毒蝮三太夫のミュージックプレゼント』が前番組の『大沢悠里のゆうゆうワイド』から引き継がれ内包される（ただし、このコーナーの司会である毒蝮三太夫は、「金曜日は休みたい」という本人の意向により月 - 木曜までの担当となり、金曜は音楽ジャーナリストの高橋芳朗がコーナー司会を担当）。
- 14日 - 【報道・災害】21時26分頃熊本県で最大震度7・マグニチュード6.4の地震（熊本地震の前震）が発生。これに伴い、NHK・民放ともに地震関連の緊急報道特別番組に切り替えた[74]。
  - 【熊本県】このうち地元・熊本放送（RKK）は、TBSラジオをキー局とするJRNの報道特別番組として、TBSテレビ（JNN）の放送内容をサイマル放送した（RKKテレビの放送音声をそのままラジオでも放送。途中、RKKテレビ側がCMに入った際にRKKラジオ独自放送を挟む）。また、翌15日の午前中のワイド番組（『奥田圭のさんさんラジオ』・『とんでるワイド 大田黒浩一のきょうも元気!』）をすべて中止し、正午まで地震関連の報道特番として放送。なお、この間CMは一切放映されなかった。
  - もう一方の地元・エフエム熊本（FMK）は、TOKYO FMをキー局とするJFNの報道特別番組を放送。22:00『SCHOOL OF LOCK!』は内容変更、翌0:00『JET STREAM』、1:00『ON THE PLANET』（TOKYO FMでは『鷹の爪団の世界征服ラヂヲ』と2:00『RADIO DRAGON -NEXT-』）、4:00『Memories & Discoveries』、5:30『サードプレイス』（TOKYO FMでは4:00『SYMPHONIA』）を休止し、地震情報、リスナーメッセージとリクエストを断続的に流し続けた[75]。その後6:00からの『クロノス・フライデー』は報道特番体制で放送したほか、16日は1:00 - 5:00の『やまだひさしのラジアンリミテッドF』は15日未明とほぼ同じ体制で、5:00 - 9:55を『JFN報道特別番組』としてTOKYO FM以外でも『サタ☆スポ』ネット局に準じて放送されFM FUKUOKA+FM愛媛でも放送された。
- 15日 - 【関東広域圏】TBSラジオにて、有馬隼人と山瀬まみがDJを務める『有馬隼人とらじおと山瀬まみと』（金曜 8:30-11:00）が放送開始[17][19]。なお、有馬は『伊集院光とらじおと』木曜アシスタントも務めている[17][19]。
- 18日 - 【近畿広域圏】MBSラジオはこの日未明（17日深夜）、14日に発生した熊本地震の報道特番で休止された、同日深夜から翌15日未明にかけてのレギュラー番組『アッパレやってまーす!・木曜日』、『ゴチャ・まぜっ天国!』、『AKB48木﨑ゆりあ オトナやってまーす!』、『桜 稲垣早希のアニメ・アイドルバッカ』の4番組を1:00から振り替え放送した。

### 5月
- 9日 - 【関東広域圏】TBSラジオは、放送作家でタレントの永六輔がパーソナリティーを務める『六輔七転八倒九十分』の放送中に、6月27日の放送で番組を終了すると発表した。永六輔自身の健康問題を理由とし、1967年放送開始の『永六輔の誰かとどこかで』より49年間（『誰かとどこかで』〜『土曜ワイドラジオTOKYO 永六輔その新世界』〜『六輔七転八倒九十分』）にわたって同局で続いていた永の冠番組は、この番組の終了に伴い消滅する[76][77]。
- 18日 – 【近畿広域圏】ABCラジオで『桑原征平粋も甘いも』『征平・吉弥の土曜も全開!!』のメインパーソナリティを務めるフリーアナウンサーの桑原征平（元関西テレビ放送アナウンサー）が急性心筋梗塞を発症。自宅からドクターカーで病院へ搬送中に心臓の血栓が見付かったことから、到着後に緊急手術を行い、無事成功。その後入院のため、この日より『粋も甘いも』を休演[78]。なお代演は、朝日放送のアナウンサー（18日：中邨雄二、19日：伊藤史隆）が担当[79]。また、同月21日放送分の『土曜も全開!!』も休演し、代演には桑原のカンテレ時代の後輩にあたるフリーアナウンサーの梅田淳が担当。
- 21日 - ラジオ大阪とインターネットラジオ「音泉」で放送の『一生ポリケロ』で、パーソナリティの水谷優子が17日に死去したことを報告するとともに、翌週の28日放送分で終了することが発表された。これにより、1994年4月から文化放送制作の『あかほりさとる劇場 爆れつハンター』から始まった一連の『ポリケロシリーズ』が22年2か月の歴史に幕[80]。
- 23日 – 【関東広域圏】前日の22日に放送された日本テレビ系『笑点・歌丸ラスト大喜利スペシャル』において桂歌丸から後継司会者に選ばれた春風亭昇太がニッポン放送『高田文夫のラジオビバリー昼ズ』に緊急生出演[注 5] し、笑点の司会者に選ばれた裏側を語った[81]。
- 25日 – 【近畿広域圏】急性心筋梗塞を発症し緊急手術を受け、一週間レギュラー番組を休養したフリーアナウンサーの桑原征平が、この日放送のABCラジオ『桑原征平粋も甘いも』に出演し、ラジオパーソナリティの活動に復帰した[79][82]。
- 27日 - 【報道・広島県】バラク・オバマアメリカ合衆国大統領（当時）が現職大統領として初めて、1945年に米軍によって世界初の原子爆弾による核攻撃を受けた広島市を訪問したことから中国放送（RCCラジオ）では報道特別番組を編成。

### 6月
- 8日 - 【賞】第42回放送文化基金賞が発表され、番組部門、ラジオ番組部門の最優秀賞にCBCラジオ『贄の森』、優秀賞にNHK名古屋放送局『FMシアター あいちゃんは幻』、奨励賞に西宮コミュニティ放送『さくらFMスペシャル 〜福山雅治「被爆クスノキ」へのメッセージ』が選ばれた。なお、『FMシアター あいちゃんは幻』の脚本を担当した瀬戸山美咲は番組部門の脚本賞を受賞した[83]。
- 19日
  - 【沖縄県】在日米軍軍属によるうるま市女性殺害事件に抗議する県民大会が那覇市内で行われ、琉球放送（RBC）とラジオ沖縄（ROK）の両局が報道特別番組を編成し、この模様を生中継した。
  - 【北海道】STVラジオにおいて、この日放送予定だった『藤澤ノリマサのプレミアムタイム』が放送機器のトラブルにより放送できなかった事故が発生。STVは番組枠をアナウンサーが各地の天気を伝えるなどしてつなぎ、公式サイトやツイッター・フェイスブックなどにお詫びの文章を掲載。なお、放送できなかった6月19日分の放送については、翌週6月26日20時に放送された[84]。
- 21日 - 【近畿広域圏】週刊誌において不倫疑惑が報じられたフリーアナウンサーの子守康範（元・毎日放送アナウンサー）が、自身がメインパーソナリティーを務めているMBSラジオ『子守康範　朝からてんコモリ!』の放送中に自身の不倫疑惑について言及し、週刊誌に掲載されることと不倫が事実であることを明らかにした上で、リスナーに謝罪した。なお、子守は放送後にMBS局内で釈明会見を行った[85]。
- 27日
  - 【関東広域圏】TBSラジオ『六輔七転八倒九十分』がこの日の放送をもって最終回となった。前身番組の『土曜ワイドラジオTOKYO 永六輔その新世界』から通算して25年の歴史に幕[86]。最終回の放送では、永六輔と長年親交がある女優で司会者の黒柳徹子が終了15分前に生出演し、当日の放送で不在だった永に、「また永さんの番組ができることを願っています」とエールを送った[87]。
  - 【ラジオドラマ・近畿広域圏】ABCラジオはこの日より、『朝日放送創立65周年記念連続ラジオドラマ・ナデシコですから』（月 - 金曜 6:15 - 6:30）をスタート。主演は、モデルで女優の清水富美加が担当。なお、全65話を予定している[88][89]。
  - 【中京広域圏】CBCラジオは、開局65周年ならびに、ザ・ビートルズ来日公演から50年となることを記念しこの日より一週間にわたり、『ザ・ビートルズ ウィーク』として各番組でビートルズの曲を放送するなど、ビートルズに関する企画を行った[90]。なお、50年前の1966年に日本武道館で行われたザ・ビートルズ来日公演は、中部日本放送（当時）と読売新聞社の共催で行われた。
- 30日 - 【中京広域圏】東海ラジオ『宮地佑紀生の聞いてみや〜ち』の6月27日の生放送中に共演の神野三枝に対して殴る蹴るの暴行を働いたとして、愛知県警千種署は同番組のメインパーソナリティ宮地佑紀生（本名・由紀男）を傷害の疑いで逮捕。調べに対し容疑を認めている。今回の事件及び逮捕を受け東海ラジオは同番組をこの日、前日（29日）の放送分で打ち切った[91][92]。同日の放送はタイトルなし[93] で安蒜豊三と青山紀子（共に東海ラジオアナウンサー）が進行を務め、番組冒頭で安蒜が今回の事件の経緯について説明し謝罪した[94]。宮地は翌7月1日に名古屋地検に送検されたが即日釈放された[95]。なお7月4日から7日まで『聞いてみや〜ち』が放送されていた時間帯には、東海ラジオのアナウンサーやパーソナリティーが日替わりでパーソナリティーを務める番組（新聞ラテ欄やradikoでは『特別番組』と表記）をつなぎ番組として放送していた。また番組内容のフォーマットは『聞いてみや〜ち』のコーナーをほぼ踏襲している。

### 7月
- 4日 - 【関東広域圏】TBSラジオは、『六輔七転八倒九十分』の後継番組として、同番組にレギュラー出演していたタレントのはぶ三太郎がメインパーソナリティを務める『いち・にの三太郎〜赤坂月曜宵の口』（月曜18:00 - 19:30）を新たに放送開始。アシスタント役の長峰由紀と外山惠理（共にTBSアナウンサー）も前番組から引き続き出演する[96]。
- 5日 - 【スポーツ・神奈川県】ラジオ日本『峰竜太のミネスタ』内で、日本では異例となる韓国プロ野球を紹介するコーナーを開始。パーソナリティは韓国プロ野球に精通しているジャーナリストの室井昌也が担当。コーナーは火曜11時台に放送される[97]。
- 6日
  - 【中京広域圏】東海ラジオは、不祥事で打ち切りとなった『宮地佑紀生の聞いてみや〜ち』の後番組が決定するまでのつなぎ番組として、11日から28日の3週間限定（金曜日を除く）で1978年10月から1997年3月まで同じ枠で放送されていた『ぶっつけワイド』の復活放送を行うと発表した。番組パーソナリティは『ぶっつけワイド』の担当者だった蟹江篤子と松原敬生（ともに東海ラジオ元アナウンサー）及び、歌手・タレントでさだまさしの実妹である佐田玲子が担当する[98][99]。
  - TBSラジオ『荻上チキ・Session-22』のパーソナリティ・荻上チキ（評論家・ジャーナリスト）が一部週刊誌において報じられた「一夫二妻生活」とした不倫報道について生放送の冒頭で大筋で事実関係を認め釈明したうえで、「リスナーの皆さんにも本当に多くのご心配をお掛けすることになってしまいました」と謝罪した[100]。
- 10日 - 【報道】第24回参議院議員通常選挙の投開票日（6月22日公示）。NHK・全国の民放各局にて開票当日に選挙特番を放送。また都道府県選挙区で合区実施に伴い、NHKでは都道府県跨ぎの選挙区分政見放送が山陰2県（鳥取・島根）で復活、四国では徳島県と高知県で初実施された[要出典]。
- 11日 - 【中京広域圏】東海ラジオは、6月末を以て打ち切られた『宮地佑紀生の聞いてみや〜ち』の代替番組として、かつて同じ枠で放送されていた午後ワイド番組『ぶっつけワイド』復刻版（正式タイトルは『期間限定「ぶっつけワイド」復刻版』）がこの日よりスタート[98]。
- 14日 - NHKは、同月7日に83歳で死去した永六輔の追悼企画として、テレビ・ラジオを通じて、永が過去にNHKに出演した番組を再構成した特別番組を放送することを発表。このうちラジオでは、ラジオ第1放送では7月21日に、FM放送では7月31日に、それぞれで過去に永が出演した番組を再構成した追悼番組が放送された[101]。
- 19日 - 【関東広域圏】TBSラジオは、同月7日に83歳で死去した永六輔がメインパーソナリティを務めていた『土曜ワイドラジオTOKYO 永六輔その新世界』から厳選したトーク音源を収録したCD『土曜ワイドラジオTOKYO 永六輔その新世界 特選ベスト〜泣いて笑って旅物語』を8月29日に発売すると発表[102]。
- 31日 - 【報道】2016年東京都知事選挙投開票。NHK・在京民放各局にて開票当日に選挙特番を放送。また、ラジオにおける政見放送は、NHKラジオ第一放送と文化放送で放送された[103]。

### 8月
- 1日 - 【中京広域圏】東海ラジオは、宮地佑紀生の不祥事により6月30日に打ち切りとなった『宮地佑紀生の聞いてみや〜ち』の後継番組として、新生ワイド番組『FINE DAYS!』（月 - 金曜、13:00 - 16:00）をこの日から放送開始。パーソナリティは日替わり制で、月曜はタレントでグルメリポーターとしても活躍する彦摩呂、火曜はタレントで落語家の桂三度、水曜はタレントの笑福亭笑瓶、木曜はお笑いコンビの流れ星がそれぞれ務める。なお、毎週金曜日に放送中のタレント・きくち教児がパーソナリティを務める『きくち教児の楽気!DAY』は『FINE - 』の金曜版として継続する[104]。
- 5日 - 21日 - 【関東広域圏】リオデジャネイロオリンピック開催。
  - 日本民間放送連盟加盟ラジオ局101社では、『民放ラジオ統一番組』と題してリオデジャネイロオリンピック中継を行う。民放ラジオ統一番組のキャスターには荻原次晴（元ノルディック複合スキー選手）と脊山麻理子（日本テレビ出身のフリーアナウンサー・タレント）が起用される[105][106]。また、統一番組の主題歌には、avex trax所属の男女混成5人組パフォーマンスグループ・lol-エルオーエル-の『spank!!』を起用。
- 7日〜21日 - 【スポーツ】NHKラジオ第1放送・朝日放送（ABCラジオ）、阪神甲子園球場で開催される「第98回全国高等学校野球選手権大会」の模様を連日生中継。
  - 【近畿広域圏】このうち、ABCラジオにおける中継放送などの番組メインテーマ曲にはAKB48の『光と影の日々』が採用された[注 6][107][108]。
- 8日 - 【報道】明仁天皇が、7月13日に生前退位の意向が報道されてから、天皇自らがその「お気持ち」を国民に伝えるビデオメッセージの音声をNHKラジオ第1放送とTBSラジオなどJRN系列局[注 7] にてこの日午後に報道特別番組として放送した。
- 11日 - 【東京都】今年5月末にフジテレビを退職したフリーアナウンサーの加藤綾子が、この日放送の「J-WAVE SPECIAL Smartphone AQUOS HELLO' IT'S ME」でラジオパーソナリティに初挑戦[109]。
- 14日 - 1月に解散報道があったアイドルグループ・SMAPが2016年12月31日を以て解散することが所属事務所であるジャニーズ事務所より正式に発表された[110]。これを受け、メンバーの草なぎ剛・香取慎吾がDJを務めるBAYFM『SMAP POWER SPLASH』の同日放送分では、冒頭に「これから放送する『SMAP POWER SPLASH』は8月3日に収録したものです。あらかじめ、ご了承ください」と断りの説明がなされた[111]。
- 18日 - 文化放送は『稲垣吾郎のSTOP THE SMAP』の同日放送分の冒頭に、14日に解散を発表したSMAPのメンバーで、同番組DJの稲垣吾郎がファンのためにあらためて収録したメッセージを放送[112]。その中で稲垣は「突然の報告で驚かせてしまって本当に申し訳ございません。稲垣吾郎は、これからも頑張っていきます」とグループの解散を報告し謝罪した[113]。
- 19日 - TOKYO FMでこの日放送の『木村拓哉のWHAT’S UP SMAP!』の番組冒頭にて、SMAPメンバーで同番組パーソナリティを務める木村拓哉が、SMAPの解散についてコメント。「今回はSMAPの件で皆さんにつらい思いをさせてしまって本当に申し訳ない気持ちでいっぱいです。（中略）全てのSMAPファンのみんなに、ただただ申し訳ないという気持ちしかありません。本当に、ごめん」と謝罪した[114]。
- 20日 - ニッポン放送でこの日放送された『中居正広のSome girl' SMAP』の番組冒頭にて、SMAPのリーダーで同番組DJを務める中居正広が、SMAPの解散についてコメント。「このような結果に至ったことをお許しください。リオ五輪期間中の発表は水を差すような時期だった、深くおわび申し上げます。申し訳ございませんでした。」と約90秒に渡って謝罪した[115]。
- 21日 - 【千葉県】BAYFMでこの日放送された『SMAP POWER SPLASH』の番組冒頭にて、SMAPメンバーで同番組のDJを務める草なぎ剛・香取慎吾がグループ解散についてコメント。草なぎが「グループ結成から28年間、本当にありがとうございました」、香取が「応援してくださったたくさんの方々に心より感謝申し上げます」とそれぞれファンに対する感謝の意を述べた[116]。
- 25日 - 【北海道】FM NORTH WAVEは、この日札幌ドームにて行われたJ2リーグ・北海道コンサドーレ札幌対ロアッソ熊本の試合を『FMノースウェーブ825の日SPECIAL 熊本支援チャリティナイト』と題して実況生中継。なお、同局がサッカーを含めスポーツ中継を行うのは、1993年の開局以来初。
- 30日
  - 【報道・災害】NHKラジオ第1放送はこの日、台風10号が東北地方に上陸する可能性があるとして、『ラジオ体操』を除く早朝から夜にかけての通常番組の大半を休止して台風関連の最新情報を中心とした特設ニュースを終日放送。
  - 【関東広域圏】TBSラジオは、この日に2016年秋に火 - 金曜0時台（月 - 木曜深夜）の改編を行うと発表。水曜未明（火曜深夜）にアルコ&ピースによる『アルコ&ピースD.C.GARAGE』、木曜未明（水曜深夜）にうしろシティによる『うしろシティ星のギガボディ』、金曜未明（木曜深夜）にハライチによる『ハライチのターン!』と3つの新番組を開始し、火曜未明には『東京ポッド許可局』を日曜早朝（土曜深夜）から移動する[117]。

### 9月
- 3日
  - ニッポン放送においてこの日1時 - 3時（2日深夜）に放送の『三代目 J Soul Brothers 山下健二郎のオールナイトニッポン』に、先のリオデジャネイロオリンピック・バドミントン女子ダブルス金メダリストの高橋礼華・松友美佐紀の「タカマツペア」が生出演[118]。これは、高橋礼華が同番組DJの三代目J Soul Brothers・山下健二郎のファンであることから金メダル獲得の際のご褒美について同番組の出演を希望したことと、これに対し山下が「金メダルを取ったらぜひ番組に来てほしい」と発言したことによって実現[119][120]。
  - 【近畿広域圏】MBSラジオは、この日13時45分から「毎日放送開局65周年記念特別番組 祝!MBSラジオ65周年!人気パーソナリティ5人大集合!4時間生放送でしゃべるんジャー!こんちわ65周年もありがとう!ええなぁもてんコモリもすこ〜し愛して♡」を放送した[121]。
- 4日 - 【神奈川県】アール・エフ・ラジオ日本は、この日よりフリーアナウンサー（元TBSテレビアナウンサー）の枡田絵理奈がパーソナリティを務める『枡田絵理奈とあしたのリーダーたち』（日曜 7:30 - 7:45）を開始[122]。
- 10日 - 【スポーツ・広島県】この日、東京ドームで行われたプロ野球「読売ジャイアンツ（巨人）対広島東洋カープ・22回戦」にて、広島が巨人を6-4で破り、25年ぶりのセ・リーグ優勝を達成。この試合を中継したRCCラジオは、中継終了後ただちに通常の編成を大幅に差し替え、優勝記念の特別番組『カープ優勝スペシャル 朝までVeryカープ! 今夜は最高で〜す!』を翌朝5時まで放送。
- 12日 - 【広島県】広島東洋カープの25年ぶりのセ・リーグ優勝を記念し、広島エフエム放送はカープ優勝特別番組として「カープ優勝おめでとう! 真っ赤劇場!」を放送。
- 13日 - ニッポン放送の岩崎正幸社長はこの日行われた社長定例会見の中で、12月31日に解散することが決定したSMAPのリーダー・中居正広がパーソナリティーを務める『中居正広のSome girl' SMAP』について、番組は来年以降も継続する予定とした。ただ番組名は、来年以降は未定とし、中居本人や事務所と相談しながら決めると発言した[123]。また、会見の中で10月1日よりお笑いコンビ・メイプル超合金が初めてレギュラーパーソナリティを務める生放送番組『新発見!有楽町合金』を土曜18時からの2時間枠で開始することも発表した[124]。
- 18日 - 【関東広域圏】TBSラジオは7月7日に死去した永六輔の追悼番組として、19時から『永六輔の誰かとどこかで〜千秋楽〜』を放送。内容は「誰かとどこかで」のレギュラー放送時の音源を交え、同番組で永のパートナーを務めた遠藤泰子（TBS出身のフリーアナウンサー）が司会進行を務め、大沢悠里（同番組は、レギュラー放送終了まで大沢がDJを務める『大沢悠里のゆうゆうワイド』に内包）など永にゆかりのあるゲストがトークを繰り広げた。これをもって、レギュラー時代を含めた同番組は49年9ヶ月をもって、完全完結となった。
- 20日 - 【関東広域圏】文化放送はこの日行われた社長定例会見の中で、年内いっぱいでの解散が決まっているSMAPのメンバー・稲垣吾郎がDJを務める「稲垣吾郎のSTOP THE SMAP」について、12月までは従来通りとしながらも、来年1月以降におけるタイトル、内容、番組の存続すべてについて、決まっていないとした。その上で文化放送・三木明博社長は「文化放送にとっても非常に大きな番組だったので、結果的に今回のような形（解散）になったのは、われわれとしては少し残念と思っています」と心境を語り、今後について「最終的な結論は出ていないので編成を含めて総合的に判断して決めたい」と発言[125]。
- 21日
  - 10月から全国FM放送協議会（JFN）系列のFMラジオ局でスタートする新番組『ミッドナイト・ダイバーシティー 〜正気のSaturday Night〜』の週替わりパーソナリティーの一人に芸能活動を休止していたベッキーが担当することを発表。今年2月末に終了した『ベッキー♪ GO LUCKY』以来のラジオ復帰となる[126]。
  - 文化放送の歌謡番組『日野ミッドナイトグラフィティ 走れ!歌謡曲』で1987年4月から長年パーソナリティを務めていた（中断期間あり）小池可奈がこの日をもって勇退[127]。
- 23日 - 【近畿広域圏】ABCラジオは、1968年から48年間放送してきた早朝ワイド番組『おはようパートナー』（月 - 金曜 5:00 - 6:30、現在の担当者は慶元まさ美）をこの日を以て放送を終了した[128]。
- 25日 - ニッポン放送は、テレビ朝日出身のフリーアナウンサー・古舘伊知郎が10月より「オールナイトニッポンGOLD」のパーソナリティを月に一度（毎月第4金曜日）担当することを発表。なお古館がラジオのパーソナリティをレギュラーで担当するのは、1990年4月に同局で放送していた『古舘伊知郎 パワフルタッチまるごと遊ビジョン』が終了して以来、26年ぶりとなる[129][130]。
- 26日 - 【近畿広域圏】ABCラジオはこの日より早朝ワイド枠新番組としてフリーアナウンサーで元朝日放送アナウンサーの中原秀一郎がパーソナリティを務める『朝も早よから 中原秀一郎です』（月 - 金曜 5:00 - 6:30）を開始[128]。
- 27日 - 【関東広域圏】文化放送は、AKB48のメンバー・島崎遥香が初めてメインDJを務める新番組『島崎遥香のぱるラジ!』（火曜21:00 - 21:30）をスタート[131]。
- 28日 - 【スポーツ・北海道】この日、西武プリンスドームで行われたプロ野球「埼玉西武ライオンズVS北海道日本ハムファイターズ」第25回戦で日本ハムが西武に1-0で勝利し、4年ぶり通算7度目となるパ・リーグ優勝を達成[132]。日本ハムの地元・北海道では優勝決定後、道内のAMラジオ局（STVラジオ・HBCラジオ）にて、試合中継終了後に通常の編成を大幅に差し替え、優勝記念の特別番組を放送した。
- 30日 - ニッポン放送制作、NRN系列で1998年10月から放送されていた音楽番組『どうですか歌謡曲』がこの日をもって放送終了。18年の歴史に幕。

### 10月
- 1日
  - 【関東広域圏】文化放送
    - 過去に川島なお美や千倉真理、向井亜紀らがDJを務めたことで知られた『ミスDJリクエストパレード』のリバイバル版（土曜13:00 - ）がこの日から開始[133]。なお、リバイバル版のDJは、千倉真理が担当。
    - ももいろクローバーZの高城れにが初のメインパーソナリティを務める『高城れにの週末ももクロ☆パンチ!!』（土曜17:00 - ）が開始[134]。

  - ニッポン放送
    - 俳優の鈴木亮平が初めてのメインDJを務める、障害者スポーツをテーマにした新番組『三菱電機プレゼンツ 鈴木亮平 Going Up』がこの日より放送開始[135]。
- 3日
  - 【愛知県】Radio NEO
    - アイドルグループ・モーニング娘。'16やアンジュルムなどハロー!プロジェクトのメンバーによる『HELLO! DRIVE! -ハロドラ-』（月 - 金曜 18:00 - ）がこの日よりスタート[136]。
- 11日 - 歌手の宇多田ヒカルが9月28日に8枚目のアルバムをリリースしたのと、この日よりradiko.jpで使用可能となる「タイムフリー聴取」および「シェアラジオ」の開始を記念した特別番組『宇多田ヒカルのファントーム・アワー』をこの日正午にJ-WAVE・ラジオNIKKEI(第2放送)・FM NIIGATA・FM COCOLO等で放送されたのを皮切りに、17日にかけて全国民放ラジオ101局で順次放送。単独アーティストの番組が全ての民放ラジオ局でオンエアされるのはラジオ史上初[137]。
- 8日 - 【スポーツ】プロ野球・クライマックスシリーズがこの日より開幕（ファーストステージ：10月8日から10月10日、ファイナルステージ：10月12日から10月18日）。出場球団の地元局を中心に連日放送（詳細はこちらとこちらを参照）。
- 18日 - 【広島県】RCCラジオは、広島東洋カープ投手の黒田博樹がこの日現役引退を表明したことを受け、夕方の生ワイド番組『ココだけスポーツ&ニュース』の内容を差し替え、引退会見の模様を生中継で伝えた[138]。
- 19日 - 【北海道】北海道の民間のAMラジオ放送局（STVラジオ・北海道放送(HBCラジオ)）におけるFM補完放送（ワイドFM）が正午より開始することを記念し、STV・HBC両局共同制作の特別番組『俺たちのRADIO』を同時生放送[139]。
- 20日（19日深夜） - 乃木坂46の橋本奈々未が同日放送の『乃木坂46のオールナイトニッポン』（ニッポン放送）で自身の24歳の誕生日となる翌2017年2月20日をめどにグループを卒業することと芸能界を引退することを同時発表[140]。
- 22日
  - 【スポーツ】プロ野球日本シリーズ「広島東洋カープ対北海道日本ハムファイターズ」がこの日、MAZDA Zoom-Zoom スタジアム広島にて開催の第1戦から開幕、連日各局で中継（詳細はこちらを参照）。
  - 【鳥取県】この日NHK鳥取放送局の屋外に設けられた特設会場から公開生放送を予定していたNHK-FM『アニソン・アカデミー』は前日に発生した鳥取県中部地震の影響により取りやめ、急遽東京・渋谷の放送センタースタジオからの放送に変更された[141]。
- 29日 - 【スポーツ・北海道】プロ野球日本シリーズ「広島東洋カープ対北海道日本ハムファイターズ」において、この日行われた第6戦で日本ハムが広島に10-4で勝利し、対戦成績4勝2敗で日本一を達成。これを受け、試合を中継していたHBCラジオとSTVラジオは中継終了後ただちに、通常の編成を変更し、日本ハムの優勝特番を同日深夜まで放送。

### 11月
- 10日 - 年内に解散が決まったSMAPのリーダー・中居正広がパーソナリティーを務めるニッポン放送『中居正広のSome girl’SMAP』は、グループが解散する来年以降は番組名を変更して継続されることが、同局の社長定例会見で発表される[142]。
- 15日 - 文化放送が定例社長会見を開き、12月31日をもって解散するSMAPの稲垣吾郎がメーンパーソナリティーを務める『稲垣吾郎のSTOP THE SMAP』の来年1月以降の放送について発表。12月29日に現行の番組を終了し、その後解散する年明けからはタイトルは未定としながらも「SMAP」の文字は使用せず、年度末の3月30日まで継続すると発表した。放送時間帯も『STOP THE SMAP』の放送開始時刻を30分繰り上げし、木曜21時から放送する見通し。なお、4月以降の放送について文化放送側は「4月以降の放送継続は未定」とした[143]。
- 20日 - 【北海道】北海道日本ハムファイターズのパ・リーグ優勝ならびに日本一を記念したパレードが札幌市内で開催されるにあたり、HBCラジオでは、パレード開催中の午前の番組の中でレポートを挿入したほか、パレード終了後の13時から『おめでとう!日本一!パレード&ファイターズ選手とガッチャンコSP』を放送[144]。
- 21日 - 【関東広域圏】文化放送で、吉田照美（フリーアナウンサー、元同局アナウンサー）がパーソナリティを務める平日夕方のワイド番組『吉田照美 飛べ!サルバドール』が2017年3月末に終了することが、この日明らかになり、11月22日放送の同番組内で吉田が番組終了を自ら発表した。これにより、1980年10月放送開始の『吉田照美のてるてるワイド』以来、『吉田照美のやる気MANMAN!』→『吉田照美 ソコダイジナトコ』を経て、36年半続いた同局の吉田の冠帯番組が完結する[145]。
- 22日 - 【報道・災害・福島県・宮城県】この日午前5時59分頃（JST）、福島県沖を震源とするマグニチュード7.3の地震が発生して津波警報が発令されたことにより、NHKでは、ラジオ第1・ラジオ第2・FMの各放送で緊急警報放送に切り替えた。また、津波警報が発令された福島・宮城両県の地元民放ラジオ局（ラジオ福島・ふくしまFM・TBCラジオ）は、ただちに定時番組を休止し緊急特番に切り替えた。
- 27日
  - 【大阪府】歌手の桑田佳祐がニューシングル「君への手紙」のリリースにあわせ、大阪にあるFM局・FM802とFM COCOLOの2局に生出演。両番組放送中には2局同時生中継を行い、スペシャルプログラム『桑田佳祐とSUNDAY HOT RADIO』（13:00 - 14:00）が放送された[146]。
  - ニッポン放送で、元AKB48の高橋みなみ、AKB48の小嶋陽菜、峯岸みなみの3人によるユニット「ノースリーブス」がパーソナリティを務める『ノースリーブスの「週刊ノースリー部」』が、年内いっぱいの放送をもって終了することを同日放送の番組内で明らかにした[147]。
- 29日・12月3日 - 【スポーツ・関東広域圏】『Jリーグチャンピオンシップ2016・決勝（浦和レッズ対鹿島アントラーズ）』が開催。29日の第1戦（茨城県鹿嶋市・カシマサッカースタジアム）、12月3日の第2戦（さいたま市・埼玉スタジアム2002）とも、ニッポン放送にて生中継[148]。

### 12月
- 4日 - 【スポーツ・関東広域圏】サッカーJリーグの「J1昇格プレーオフ決勝・セレッソ大阪対ファジアーノ岡山」の模様を、ニッポン放送が生中継。
- 6日
  - TOKYO FMは、今年末に解散するSMAPのメンバーがDJを担当するレギュラー番組についてコメントを発表[149]。『おはようSMAP』については今年の12月30日を以て終了、1994年10月に放送をスタートしてから22年の歴史に幕を下ろす事になった。一方の『木村拓哉のWhat's UP SMAP!』は来年1月以降も継続するとしている[150]。
  - 【千葉県】BAYFMは、草彅剛と香取慎吾がDJを務める「SMAP POWER SPLASH」のタイトルを、2017年1月1日放送回から「ShinTsuyo POWER SPLASH」に変更することを発表[151]。
- 7日 - 【関東広域圏】TBSラジオ・文化放送・ニッポン放送の在京AM3局のFM補完中継局（ワイドFM）開局1周年。記念番組として、13:05 - 13:20に『赤江珠緒 たまむすび』『大竹まこと ゴールデンラジオ!』『土屋礼央 レオなるど』の3番組を中継で結び、3局合同の調査結果や各局の取り組みを報告する特別番組『開局1周年、ワイドFM!これからもよろしく』を放送[152]。
- 16日 - この日放送の『木村拓哉のWhat's UP SMAP!』（TOKYO FM）の中で、SMAPが解散した来年1月以降も番組名を据え置くことを、DJの木村拓哉自らが発表[153]。
- 17日 - 中居正広がDJを務めるニッポン放送『中居正広のSome girl' SMAP』（土曜23:00 - 23:30）が、2017年1月の放送より番組タイトルが『中居正広 ON&ON AIR』と変更されることがこの日放送の番組内で発表される[154]。
- 24日・25日 - 【特番】NRN系のAMラジオ局11局（ニッポン放送、STVラジオ、青森放送、IBC岩手放送、ラジオ福島、ラジオ大阪、和歌山放送、中国放送、西日本放送、九州朝日放送、ラジオ沖縄）において、クリスマス恒例の24時間チャリティ特番『ラジオ・チャリティー・ミュージックソン』（24日正午 - 25日正午）が放送。
  - 【関東広域圏】このうちキー局のニッポン放送では、メインパーソナリティは斉藤由貴（女優）が1991年の第17回以来25年ぶりに務めた[155]。
- 29日
  - 文化放送『稲垣吾郎のSTOP THE SMAP』が最終回。1991年のSMAPデビューから続いた同番組は25年で放送終了となる[156]。
  - お笑いコンビ「おぎやはぎ」の矢作兼が、この日深夜放送のTBSラジオ「JUNK　おぎやはぎのメガネびいき」番組内で一般女性と結婚することを発表した[157]。
- 30日
  - TBSラジオは『第58回輝く! 日本レコード大賞』の模様を生放送（18:30 - 22:00。TBS・HBCラジオ・CBCラジオ・琉球放送の4局が同時ネット、北陸放送・静岡放送・大分放送・福井放送の4局が19時から飛び乗り）[158]。総合司会は安住紳一郎（TBSアナウンサー）と天海祐希（女優）が務め[159]、ラジオ実況は駒田健吾（TBSアナウンサー）が担当。
  - 【大阪府】エフエム大阪は、SMAPの25周年記念の特別番組として『ありがとう!SMAP 〜THANK YOU “SMAP”25 YEARS〜』を、6時から20時までの14時間にわたって放送。同局で放送されているレギュラー番組「Precious.」「hug+（はぐたす）」「なんMEGA!」「MUSIC+ FRIDAY」の4番組を横断する形で、SMAPの楽曲や全国のファンからのメッセージを紹介[160]。
  - おはようSMAP（TOKYO FM）が、この日をもって番組終了。1994年の放送開始から22年3ヶ月の歴史に幕。なお、最終回のパーソナリティは稲垣吾郎が務めた。
- 31日
  - NHKラジオ第1放送にて『第67回NHK紅白歌合戦』（19:15 - 23:45）を放送。司会は紅組が女優の有村架純（初）、白組は嵐のメンバーである相葉雅紀（2年ぶり6回目、個人としては初）、総合司会は武田真一（NHK東京アナウンス室）がそれぞれ務め、ラジオ実況は二宮直輝と寺門亜衣子（共に東京アナウンス室）が担当した[161]。
  - TBSラジオは年またぎ番組として、『ライムスター宇多丸のウィークエンド・シャッフル』の拡大版「番組まるごと<ディスコ954>年またぎスペシャル」を放送（22:00 - 翌0:30）
  - 文化放送は年またぎ番組として、「さだまさしカウントダウンコンサート」の生中継を内包した『さだまさしカウントダウンスペシャル2017〜ムネに勇気モツ!ササ、ミんな聞くっテバ〜』を放送（22時 - 翌1時）
  - ニッポン放送は年またぎ番組として、『吉田尚記のオールナイトニッポン年越しスペシャル』を放送（23:30 - 翌1:00）

## 主なその他ラジオ関連の出来事

### 1月
- 17日 - 【キャンペーン・千葉県】NHK千葉放送局、ベイエフエムをはじめとする千葉県内のFMラジオ局6社[注 8] が共同で行うイベント『FMラジオ共同キャンペーン千葉 NEXT RADIO』がスタート（3月31日まで）[162]。
- 20日 - 【免許交付・福井県】北陸総合通信局、日本放送協会（NHK福井放送局）に対して福井川西局、福井国見局、越廼局のFM補完中継局の本免許を交付[163][164]。翌21日に本放送を開始[163]。
- 27日 - 【放送開始・福島県】ラジオ福島（rfc）が、大沼郡金山町にFM補完中継局として「rfc東金山FM」が開局（77.8MHz）。ただし、FM補完放送ではあるが、90MHz以下の周波数帯のため「ワイドFM」にはならない[165]。なお、rfcが新しい中継局を開設させるのは55年ぶりとなる。

### 2月
- 16日
  - 【音楽・関東広域圏】文化放送の八木菜緒・小尾渚沙・西川文野の女性新人アナウンサー3人がユニット「JOQgiRl（ジェイ・オー・キュー・ガール）」を結成し、3月27日に「勤労感謝 to me!」でCDデビューすることを発表[166]。
  - 【試験放送・和歌山県】和歌山放送がFM補完中継局の試験電波の発射を開始[167]。
- 18日 - 【免許交付・愛媛県】四国総合通信局、南海放送に対して八幡浜局、宇和島局の予備免許を交付[168]。
- 19日 - 【免許交付・和歌山県】近畿総合通信局、和歌山放送に対してFM補完中継局の御坊局、田辺局の予備免許を交付[169][170]。
- 25日 - 【その他】ニッポン放送は、ネットメディア「grape」を運営するインターネット上のコンテンツ制作会社「グレイプ」を2月25日付で買収したことを発表[171]。
- 29日
  - 【免許交付・近畿広域圏】近畿総合通信局、毎日放送（MBSラジオ）、大阪放送（ラジオ大阪）、朝日放送（ABCラジオ）に対してFM補完放送の大阪局の本免許を交付[172]。
  - 【廃局・富山県】北日本放送の高岡矢田中継局が廃止[173]。

### 3月
- 1日 - 【放送開始】エフエム東京などが中心となって進めているV-Low帯マルチメディア放送「i-dio」がこの日の12時に東京・大阪・福岡の3地区で放送を開始。東京、関西、九州・沖縄の3マルチメディア放送会社によるチャンネルは本放送、TOKYO SMARTCASTとアマネク・テレマティクスデザインによるチャンネルはプレ放送として開始し、順次本放送に移行予定[174]。
- 6日 - 【訃報】ニッポン放送が制作し全国ネットされた『多湖輝のラジオ頭の体操』の出題者を務めていた心理学者で千葉大学名誉教授の多湖輝がこの日の昼すぎ、肺炎のため東京都内の病院で死去していたことが3月15日までに明らかになった[175]。
- 13日
  - 【イベント・近畿広域圏】「創立65周年記念 ABCラジオ・スプリングフェスタ2016」が大阪府吹田市の万博記念公園で開催された[176]。
  - 【放送開始・愛媛県】南海放送のFM補完放送の中継局・八幡浜局、宇和島局が本放送を開始。[177]
- 19日 - 【放送開始・近畿広域圏】大阪府を中心とする近畿広域圏の民間AMラジオ放送局（朝日放送（ABCラジオ）[178]・毎日放送（MBSラジオ）[179]・大阪放送（ラジオ大阪）[180]）におけるFM補完放送（まいど!ワイドFM）がこの日12時より開局[181]。
- 21日 - 【キャンペーン】日本民間放送連盟（民放連）に加盟する101社のラジオ放送局による統一キャンペーン『SMART PEDAL PROJECT』がこの日よりスタート[182]（4月10日まで）。
- 27日・28日 - 【本社移転・栃木県】栃木放送が本社および演奏所を現在の宇都宮市本町12-11（栃木会館内）から、宇都宮市昭和2丁目（栃木県庁北庁舎2号館／とちぎテレビ隣接地）に移転。27日に栃木会館での放送業務を終了し、28日に新社屋での放送を開始した。
- 27日
  - 【音楽・関東広域圏】文化放送の八木菜緒・小尾渚沙・西川文野の女性新人アナウンサー3人によるユニット「JOQgiRl（ジェイ・オー・キュー・ガール）」が「勤労感謝 to me!」でCDデビュー[166]。
  - 【開局・埼玉県】埼玉県越谷市を放送区域とする超短波放送（FM放送）の特定地上基幹放送事業者・エフエムこしがやがこの日13時に開局[183]。
- 28日 - 【放送開始・福岡県】福岡県の民間のAMラジオ放送局（九州朝日放送（KBCラジオ）[184]・RKB毎日放送（RKBラジオ）[185]）におけるFM補完放送（ワイドFM）がこの日の13時より開局[186]。
- 29日 - 【廃局・宮城県】東日本大震災を機に開設された宮城県女川町の臨時災害放送局女川さいがいFMが、財政難や人材不足を理由に閉局[187]。
  - 当日の最後の放送には女川町長の須田善明が生出演し、閉局を迎えるにあたっての思いを語り、最後の1曲として、「震災後、自粛を余儀なくされてきたが、待ち望んだ1曲。女川さいがいFM閉局のタイミングだからこそかけられる1曲」「名曲がある。その曲に罪があるわけじゃない。歌い継がれ、語り継ぐことに意味があり、人々の心に届く」と前置きし、震災以降メディアで流すことやアーティスト自身が演奏することを自粛されていたサザンオールスターズの「TSUNAMI」がオンエアされた[188]。
- 30日 - 【免許交付・大分県】九州総合通信局、大分放送に対してFM補完放送の予備免許を交付[189]。

### 4月
- 1日
  - 【社名変更・関東広域圏】株式会社TBSラジオ&コミュニケーションズ（呼称：TBSラジオ）が商号・社名を「株式会社TBSラジオ」に変更。これにより、同局の対外呼称・呼出名称・社名が統一される[190]。
  - 【放送持株会社・福岡県】RKB毎日放送が認定放送持株会社に移行、「RKB毎日ホールディングス」に商号変更し、分割準備会社の商号を「（新）RKB毎日放送」に変更して旧社からラジオとテレビの放送業務及び文化事業全般を承継[191][192][注 9]。
  - 【放送開始・radiko・岐阜県】エフエム岐阜、この日の12時より「radiko.jp（岐阜県内）」および「radiko.jpプレミアム（エリアフリー聴取）」にて、インターネットでのラジオ全国配信を開始[193]。
  - 【放送開始・宮崎県】宮崎放送（MRTラジオ）におけるFM補完放送（ワイドFM）開局[194]。
  - 【放送開始・東京都】東京都渋谷区内を主な聴取エリアとするコミュニティーFM局「渋谷のラジオ」が、午前8時より本放送を開始。なお、この「渋谷のラジオ」には、クリエイティブディレクターの箭内道彦が理事長を務め、歌手で俳優の福山雅治らが株主として出資している[195]。なお、渋谷区を放送エリアとするコミュニティーFM局ができるのは3年ぶり[196]。
- 6日 - 【訃報】TBSラジオで1957年から45年間にわたって10分間のミニ番組『秋山ちえ子の談話室』のメインパーソナリティを務めていた評論家・放送ジャーナリストの秋山ちえ子がこの日、呼吸器感染症のため東京都内の自宅で死去[197]。
- 12日 - 【訃報】ニッポン放送の1954年の開局時のアナウンサーで、後に声優としてアニメ『笑ゥせぇるすまん』の喪黒福造役や洋画の吹き替えなどで活躍し、FM愛知（現：@FM）ほか各地のFM局にネットされた『FMバラエティ』のトークコーナー「大平透の歌謡大作戦」のパーソナリティとしても知られた大平透がこの日、肺炎のため死去[198]。
- 15日 - 【免許交付・長野県】信越総合通信局、日本放送協会（NHK長野放送局）に対してFM補完放送の木祖楢川局、南木曽局の予備免許を交付[199]。
- 18日
  - 【災害・熊本県・大分県】14日発生の2016年熊本地震を受け、被災地の一つである熊本市は、臨時災害放送局「くまもとさいがいエフエム」を、熊本シティエフエム内に開設した。熊本市内や益城町の一部を放送エリアとし、避難所や給水所、銭湯、交通機関などの生活情報を断続的に伝えている（30日まで）[200][201]。また、熊本シティエフエム以外の被災地域のコミュニティFM（エフエムやつしろ（熊本県八代市）・エフエム小国（熊本県小国町）・FMなかつ（大分県中津市）・エフエム佐伯（大分県佐伯市）・ゆふいんラヂオ局（大分県由布市））も地域の避難所情報等を断続的に放送[202]。
    - 【災害・熊本県】これに関連して、こうささいがいエフエム（熊本県甲佐町 80.7MHｚ 4月23日）・みふねさいがいエフエム（熊本県御船町84.7 4月25日）・ましきさいがいエフエム（益城町 89.0MHz 4月27日）の3局の臨時災害放送局が新規に開局し放送を開始[203]。

  - 【放送開始・山口県】山口放送（KRY）長門FM局がFM補完放送（ワイドFM）の本放送を開始[204]。
- 20日 - 【被災者支援・関東広域圏】2016年熊本地震を受け、ニッポン放送は、被災地に対してラジオ500台を提供することを発表。なお、地元のラジオ局・熊本放送（RKK）を通じて、被災地に配布される[205]。
- 21日 - 【免許交付・岐阜県】東海総合通信局、日本放送協会（NHK名古屋放送局）に対してFM補完放送の奥飛騨温泉郷局（高山市）の予備免許を交付[206][207]。
- 22日 - 【不祥事・東京都】J-WAVEは、自社のウェブサイトに不正なアクセスがあり、2007年以降にJ-WAVEのホームページのメッセージフォームから投稿したリスナーの名前や住所などおよそ64万件の個人情報が流出したおそれがあることを発表。J-WAVEは、自社の公式サイトで謝罪のコメントを掲載した[208]。

### 5月
- 1日 - 【放送開始・熊本県】熊本県の熊本放送（RKKラジオ）のFM補完放送（ワイドFM）本放送開始[209]。
- 9日 - 【放送開始・radiko】正午より以下の2局において「radiko.jp」および「radiko.jpプレミアム（エリアフリー聴取）」にて、インターネットでのラジオ配信を開始。
  - 【山梨県】エフエム富士（山梨県）[210]。
  - 【山口県】山口放送（山口県）[211]。
- 16日 - 【免許交付・和歌山県】近畿総合通信局、和歌山放送に対してFM補完放送の和歌山局、御坊局、田辺局の本免許を交付[212][213]。
- 17日 - 【訃報】テレビアニメ『ちびまる子ちゃん』のお姉ちゃん（さくらさきこ）役で知られ、高知放送ほか一部地方局で放送されていた『水谷優子のアニメ探偵団II』やラジオ大阪『一生ポリケロ』などラジオ番組のパーソナリティとしても活躍した声優で歌手の水谷優子がこの日、乳がんのため死去[214]。
- 27日 - 【放送終了・関東広域圏】放送大学学園が関東地方の一部地域で実施している放送大学の地上波テレビ・FMラジオ放送を2018年10月末までに終了し、衛星放送に一本化すると発表[215]。
- 30日
  - 【放送開始・和歌山県】和歌山県の和歌山放送のFM補完放送（ワイドFM）本放送開始[216]。
  - 【免許申請・広島県】中国放送（RCCラジオ）は、広島県福山市に設置する福山FM補完中継局（94.6MHz）の免許申請を総務大臣に提出[217]。
- 月内 - 【周年】エフエム東京をキー局とする「全国FM放送協議会」（JAPAN FM NETWORK, JFN）35周年[注 10]。

### 6月
- 6日 - 【サービス・関東広域圏】TBSラジオは、放送済みのラジオ番組のポッドキャスト配信を6月30日で終了することと、6月6日よりストリーミング型の新サービス「TBSラジオクラウド」をスタートさせ、これに配信サービスを移行することを発表[218]。
- 9日 - 【免許交付・北海道】北海道総合通信局、北海道放送（HBCラジオ）、STVラジオに対してFM補完放送の札幌局の予備免許を交付[219]
- 23日
  - 【人事・関東広域圏】ニッポン放送は、村山創太郎代表取締役社長の取締役会長就任と岩崎正幸専務取締役の代表取締役社長就任を発表[220]。
  - 【放送開始・大分県】大分放送（OBSラジオ）がFM補完放送（ワイドFM）本放送開始[221]。
- 29日 - 【免許交付・広島県・山口県】中国総合通信局、FM補完放送における中継局として、中国放送（福山局）、山口放送（萩局、柳井局）に対して予備免許を交付[222]。

### 7月
- 1日 - 【放送開始】i-dioが東京・大阪・福岡の3地区でグランドオープン。TOKYO SMARTCASTによるTS ONEが本放送を開始するほか、インターネットによるIPサイマル放送も開始。また正午からは名古屋地区でのプレ放送を開始し、中日本マルチメディア放送によるローカルチャンネルが開局[223]、15日にはアマネク・テレマティクスによるAmanekチャンネルも本放送を開始した[224]。
- 7日 - 【訃報】放送作家の草分け的存在で、TBSラジオ『土曜ワイドラジオTOKYO 永六輔その新世界』『永六輔の誰かとどこかで』やラジオ関東（現：ラジオ日本）『昨日のつづき』などのパーソナリティを務め、坂本九が歌った『上を向いて歩こう』『見上げてごらん夜の星を』など数多くのヒット曲の作詞を手掛けたことでも知られた放送タレント・作詞家の永六輔がこの日死去（83歳没）。死去は同月11日に明らかとなった[225]。
- 12日 - 【訃報】ジャズ評論家、放送作家を経て、ラジオパーソナリティとして、TBSラジオ『ヤングタウンTOKYO』『巨泉のジャズABC』やニッポン放送『日曜競馬ニッポン』などのパーソナリティを務め、日本テレビ『11PM』やTBSテレビ『クイズダービー』、毎日放送制作・TBS系『世界まるごとHOWマッチ』といった多数のテレビ番組の司会者も務めたタレントの大橋巨泉がこの日死去（82歳没）[226]。
- 14日 - 【音楽・近畿広域圏】MBSラジオは、今年開局65周年を迎えるにあたり記念企画として「MBSラジオのうた」を制作することを決め、作詞・作曲を、同局の看板番組である『MBSヤングタウン』でDJを務めた経験を持つつんく♂が担当することを発表[227]。また、タイトルは「ヤンタン」の名物コーナー「ハッピートゥデイ」にちなみ、曲の題名は「Thankyou! Happytoday! 〜MBSラジオのうた〜」。現在MBSの番組でDJを務める浜村淳、笑福亭鶴瓶、明石家さんまらから集めた「MBSラジオへの思い」を参考に作詞作曲を行うとしている。なお、この曲は9月3日放送の『毎日放送開局65周年記念特別番組』でお披露目された。
- 22日 - 【訃報・新潟県】新潟放送のラジオディレクターを経て、同局の『ミュージックポスト』のパーソナリティを1971年から2007年まで担当するなどして“新潟のラジオの顔”として知られたフリータレントの大倉修吾が、この日、宿泊先の東京都内のホテルの客室で死去（74歳没）[228]。
- 27日
  - 【放送事故・山陰地方】エフエム山陰で、JFNBライン番組「Day by Day」の放送中、エフエム山陰社内でトラブルがあり、14時35分から約10分間にわたって無音となる放送事故が発生した。これについて、エフエム山陰は公式ホームページで謝罪した[229]。
  - 【免許交付・石川県】北陸総合通信局、北陸放送に対してFM補完中継局（MRO金沢FM）の本免許を交付[230]。
- 【放送持株会社・近畿広域圏】28日 - 毎日放送が認定放送持株会社に移行する計画であると発表。この日に毎日放送分割準備株式会社を設立し、各種諸手続を進めた上で2017年4月1日に、現在の毎日放送を『MBSメディアホールディングス』に商号変更し、放送事業等を継承した毎日放送分割準備が『毎日放送（新）』となりMBSメディアHDの傘下に入る。なお、既に放送持株会社体制に移行したRKB毎日放送と同様、テレビ・ラジオの分社は行わない[231]。
- 29日〜31日 - 【イベント・中京広域圏】『開局65周年記念・CBCラジオ夏祭り2016』が名古屋市栄の久屋大通公園において開催[232]。

### 8月
- 1日
  - 【放送開始・石川県】石川県の北陸放送 (MRO) がFM補完放送（ワイドFM）本放送を開始[233]。
  - i-dioの名古屋圏での本放送を開始[223]。
- 2日 - 【放送開始・山口県】山口放送（KRY）萩局のFM補完放送（ワイドFM）本放送を開始[234]。
- 7日 - 【スタジオ・東京都】TOKYO FMが所有するサテライトスタジオ「TOKYO FM渋谷スペイン坂スタジオ」が、入居する渋谷パルコの建て替えに伴い、この日をもって運用を終了、23年の歴史に幕。なお、渋谷パルコの建て替え終了後（2019年を予定）については「未定」としている[235][236]。
- 9日 - 【免許交付・熊本県・宮崎県】九州総合通信局、FM補完放送の中継局として、熊本放送（人吉局、水俣局）、宮崎放送（延岡局）に対して予備免許を交付[237]。
- 16日 - 【免許交付・静岡県】静岡放送（SBSラジオ）が、FM補完放送における中継局として、静岡県焼津市の高草山に設置する静岡FM補完中継局（93.3MHz）の予備免許が総務省東海通信局から交付された[238]。
- 17日 - 【放送事故・北海道】NHK釧路放送局は、この日北海道東部に上陸した台風9号の影響で釧路市内にある放送ケーブルが破断したため、ラジオの第1放送と第2放送が21時10分ごろから、釧路市内の一部と周辺で受信できなくなったことを発表[239]。
- 29日 – 【キャンペーン・福岡県】この日から、日本放送協会（NHK）と日本民間放送連盟（民放連）の共同企画「NHK・民放連共同ラジオキャンペーン」の第6弾として、福岡県を放送エリアとするラジオ局（NHK福岡放送局、RKB毎日放送、九州朝日放送、エフエム福岡、cross fm、ラブエフエム国際放送）による『NHK・民放連共同ラジオキャンペーン in 福岡「#フクラジ」』がスタート[240]。

### 9月
- 1日
  - NHKは、インターネットラジオ放送サービス『NHKネットラジオ らじる★らじる』のサービスエリアについて、現行の東京本局、仙台局、名古屋局、大阪局に加え、この日より札幌局、広島局、松山局、福岡局の4局の県域ラジオ放送も同時に配信するサービスを開始[241][242]。
  - 【周年・近畿広域圏】毎日放送（MBSラジオ）は、前身の新日本放送（NJB）として本放送を開始してからこの日で満65年を迎えたのを記念して、同局が開局当初スタジオを設置していた阪急百貨店うめだ本店（大阪市北区）の屋上広場に「日本の民間放送はここから始まりました」と記された「民間放送誕生の地」プレートを設置した[243]。
- 2日 - 【提携締結】RKB毎日放送は、福岡・佐賀・長崎の北部九州および山口各県のコミュニティーFM計11局[注 11] と災害時に情報を相互に融通する連絡網となる「北部九州・山口災害情報パートナーシップ」を締結し、この日よりスタート。なお各社は災害時、RKBがまとめた災害の総合的な情報と、各FM局が現地の被害状況を伝える生の声を補完し合うこととしている[244][245]。
- 6日
  - 【記念日・近畿広域圏】MBSラジオ（毎日放送）が、ワイドFMの周波数90.6MHzにちなむ9月6日を「MBSラジオの日」として申請し、日本記念日協会から認定を受けた。ラジオ局では文化放送が11月3・4日（AMの周波数・1134kHz）、ニッポン放送が9月30日（ワイドFMの周波数・93.0MHz）を周波数にちなんで記念日に登録したのに続き3例目[246]。
  - 【免許交付・長崎県・佐賀県】長崎放送（NBC）は、長崎県佐世保市の烏帽子岳に設置する佐世保FM補完中継局（90.6MHz）と佐賀県唐津市の八幡岳に設置するNBCラジオ佐賀の佐賀FM補完中継局（93.5MHz）の2局に総務省九州総合通信局から予備免許を付与した。両中継局とも2017年3月の開局を予定している[247]。
- 9日 - 【免許交付・徳島県・愛媛県・高知県】四国総合通信局、FM補完放送の中継局として、日本放送協会に対して日和佐局（NHK徳島放送局）、宇和島局（NHK松山放送局）、宿毛局（NHK高知放送局）の予備免許を交付[248]。
- 15日 - 【賞】日本民間放送連盟（民放連）がこの日、平成28年度の日本民間放送連盟賞の入選作品を発表。ラジオ報道部門では文化放送の『アーサー・ビナード「探しています」』、教養部門では山形放送（YBC）の『生きるんだっ!〜1945年8月 子どもたちの“戦争”は始まった〜』、エンターテイメント部門では信越放送（SBC）の『SBCラジオスペシャル「受話器の向こうから〜026-237-0555」』がそれぞれ最優秀作品に選ばれた[249]。
- 20日 - 【放送終了・愛知県】愛知県犬山市のコミュニティ放送局、愛知北エフエム放送（United North）が、経営難によりこの日を以て放送終了。
- 25日 - 【テレビ】かつて文化放送の深夜番組として人気を博した『セイ!ヤング』がこの日、BSデジタルテレビ放送のBS日テレにて同番組のテレビ版特別番組『吉田照美のラジオなテレビ〜伝説のラジオ番組「セイ!ヤング」が一夜限りでBSに復活!〜』として放送（21:00 - 22:24）。元文化放送アナウンサーで、同番組のパーソナリティ経験があるフリーアナウンサーの吉田照美がMCを務め、ばんばひろふみ、なぎら健壱、松本伊代、早見優、所ジョージがゲストとして出演した[250][251]。
- 29日 - 【放送開始・radiko・宮城県】エフエム仙台（date FM）、radikoにおける宮城県内の配信とradiko.jpプレミアムにおける全国配信を開始[252]。

### 10月
- 1日 - 【放送開始・広島県】中国放送（RCC）福山局のFM補完放送（ワイドFM）本放送開始。
- 6日 - 【免許交付・岩手県・福島県】総務省東北総合通信局は、FM補完放送の中継局として、ラジオ福島に対して[253]福島局、郡山局に予備免許[254]。IBC岩手放送に対して[253]盛岡局[254]、二戸局[254] に予備免許、公設民営型運営[255] の大槌局[256] に予備免許を付与したことを発表。
- 11日 - 【radiko】この日の正午よりIPサイマル放送「radiko.jp」において、過去一週間分のラジオ番組を後から聴くことができる「タイムフリー聴取」の実証実験と、ソーシャルメディアを通じて気に入った番組を共有出来る「シェアラジオ」を開始[257]。
- 12日 - 【放送開始・山口県】山口放送（KRY）、柳井局のFM補完放送（ワイドFM）本放送開始。
- 14日 - 【放送開始・静岡県】i-dioの静岡県中部での放送を開始[258]。
- 18日 - 【免許交付・青森県・宮城県】総務省東北総合通信局は、青森放送（RAB）と東北放送（TBC）から免許申請のあった両社ラジオ局のFM補完中継局（ワイドFM）について、予備免許を付与したことを発表した。RABは2017年秋、TBCは同年春にワイドFMの本放送を開始する予定[259]。
- 19日
  - 【放送開始・北海道】この日の正午より北海道のSTVラジオ[260]・北海道放送（HBCラジオ）[261] のFM補完放送（ワイドFM）本放送開始。ただし、放送エリアは札幌市を中心とする道央圏（石狩振興局管内とその周辺）のみとなる[262]。
  - 【不祥事・静岡県】2015年12月に静岡県静岡市内で窃盗事件を起こしたとして2016年9月に逮捕され、その後起訴猶予処分となったNHK静岡放送局の元副局長の職員について、NHKは同日付で諭旨免職処分とした[263]。
- 23日 - 【訃報・中京広域圏】CBCラジオ『0時半です松坂屋ですカトレヤミュージックです』の初代司会者などを担当した、元中部日本放送アナウンサーで同社常務も務めた日比英一がこの日、急性心不全のため死去（82歳没）[264]。

### 11月
- 3日 - 【イベント・近畿広域圏】MBSラジオは「MBSラジオ秋まつり2016」を大阪市東住吉区の長居公園で開催[265]。
- 10日 - 【免許交付・宮崎県】九州総合通信局、FM補完放送の中継局として、日本放送協会（NHK宮崎放送局）に対して延岡局の予備免許を交付[266]。
- 16日 - 【放送開始・福島県】ラジオ福島西金山局がFM補完放送（ワイドFM）本放送を開始[267]。
- 18日
  - 【放送開始・北海道】NHK札幌放送局の川湯局、屈斜路局が本放送を開始[268]。
  - 【免許交付・長崎県】九州総合通信局は、免許申請のあった長崎県南島原市をエリアとする超短波ラジオ放送局（コミュニティ放送局）『エフエムひまわり』に対して、予備免許を付与[269]。
- 19日・20日 - 【イベント・中京広域圏】CBCラジオは「CBCラジオ秋まつり2016」を愛知県岡崎市の岡崎公園で開催[270]。
- 20日 - 【イベント・近畿広域圏】ABCラジオは「ABCラジオまつり2016」を大阪府吹田市の万博記念公園で開催[271]。
- 25日 - 【免許交付・長野県】信越総合通信局、FM補完放送の中継局として、日本放送協会（NHK長野放送局）に対して木祖楢川局、南木曽局の本免許を交付[272]。11月28日に本放送を開始[272]。
- 27日 - 【特番・大阪府】歌手の桑田佳祐がニューシングル「君への手紙」のリリースにあわせ、大阪にあるFM局・FM802とFM COCOLOの2局に生出演。それに当たり、この日限定の専用スタジオ「KUWATA×3（クワタ・サン・サン・サン）スタジオ」が大阪市内に用意された[273]。
- 29日 - 【免許交付・鳥取県】中国総合通信局、山陰放送（BSS）に対してFM補完放送（ワイドFM）の予備免許を交付[274]。

### 12月
- 1日
  - 【放送開始・静岡県】静岡放送（SBS）のFM補完放送（ワイドFM）本放送開始[275]。
  - InterFMの名古屋圏放送「Radio NEO」について、この日より「株式会社Radio NEO」（8月25日設立）が放送免許を含めた全事業を「株式会社InterFM」より承継し、同社が放送業務を開始[276]。
- 6日 - 【人事】NHK経営委員会は、2017年1月24日付で任期切れとなる籾井勝人第21代会長の後継人事を審議し、その結果、常勤経営委員で三菱商事元副社長の上田良一を第22代会長に選任した[277]。上田は2017年1月25日に正式に就任する予定[277]。
- 7日 - FM NORTHWAVE（北海道）、J-WAVE（東京）、ZIP-FM（愛知）、FM802（大阪）、cross fm（福岡）の5局によるFM局ネットワーク「Japan FM League（JFL）」と、amadana社とユニバーサルミュージック社により昨年から始動した新ブランド「Amadana Music」がタッグを組み、ラジオ普及のプロモーションの一環として、自局リスナーや音楽ファンのためのオリジナルのラジオ端末を作るプロジェクト「JFL×Amadana Music オリジナル・ラジオ制作プロジェクト」を開始[278]。
- 15日 - 【訃報】文化放送の制作により火曜会加盟の地方局にネットされていた歌謡ランキング番組『全国歌謡ベストテン』の解説者として知られた音楽評論家の伊藤強がこの日未明、誤えん性肺炎のため死去（81歳没）[279]。
- 22日
  - 名古屋地方検察庁はこの日、東海ラジオ『宮地佑紀生の聞いてみや〜ち』（6月29日終了）の生放送中、女性パートナーに暴行を加えたとして、同番組のパーソナリティを務めていたタレントの宮地佑紀生を12月13日に傷害罪で略式起訴（罰金30万円）したと発表した[280]。
  - 【免許交付・和歌山県】近畿総合通信局、和歌山放送に対して新宮局、九度山局、串本局の予備免許を交付[281]。
  - 【免許交付・岩手県】東北総合通信局、IBC岩手放送に対して盛岡局、二戸局、大槌局の本免許を交付[282]。
  - 【免許交付・福井県】北陸総合通信局、福井放送に対して予備免許を交付[283]
- 23日 - 【放送開始・岩手県】IBC岩手放送がFM補完放送の本放送を盛岡本局、二戸局、大槌局の3局で開始。
- 26日 - 【免許交付・鹿児島県】九州総合通信局、日本放送協会（NHK鹿児島放送局）に対して徳之島局に予備免許を交付[284]。

## 商号変更
- 4月1日 - TBSラジオ&コミュニケーションズ→TBSラジオ
- 12月1日 - InterFM（Radio NEO）→Radio NEO

## 節目

### 記念回
- 3000回 - 坂井隆夫のほのぼの歌謡曲（1月23日、アール・エフ・ラジオ日本）[要出典]
- 2000回 - 坂ちゃんのずくだせえぶりでい（1月7日、信越放送）
- 1000回
  - 1月4日 - シンクロのシティ（TOKYO FM）
  - 2月4日 - たまむすび（TBSラジオ）[285]
  - 2月8日 - ネットワーク1・17（MBSラジオ）
  - 3月1日 - 北野誠のズバリ（CBCラジオ）
  - 6月15日（14日深夜） - 爆笑問題カーボーイ（TBSラジオ）[286]
- 500回
  - 3月7日 - 岩本勉のまいどスポーツ（文化放送）[287]
  - 4月17日 - おはよう!ニッポン全国消防団（ニッポン放送）
  - 4月29日（28日深夜） - おぎやはぎのメガネびいき（TBSラジオ）[288]
  - 7月9日 - 久米宏 ラジオなんですけど（TBSラジオ）[289]
  - 11月20日 - 志の輔ラジオ 落語DEデート（文化放送）
- 400回 - なにわルネサンス おとなの文化村（2月29日、FM大阪）[要出典]
- 300回 - AKB48のオールナイトニッポン（3月17日（16日深夜）、ニッポン放送）
- 200回
  - 7月31日（30日深夜） - 柏木由紀のYUKIRIN TIME（TOKYO FM）
  - 10月28日 - 鈴木淑子の地球は競馬でまわってる（ラジオNIKKEI）[290]
- 100回
  - 1月1日 - 宮藤官九郎のオールナイトニッポンGOLD（ニッポン放送）
  - 8月27日 - 松村邦洋のOH-!邦自慢（山口放送）[291]
  - 9月11日 - 源石和輝 音楽博覧会（東海ラジオ）
  - 10月23日 - リトグリのハモれでぃお（東海ラジオ）

### 開局周年
※NHKについては「開局」はラジオ第1放送・ラジオ第2放送を指し、当該放送局に第1放送・第2放送が存在しない場合はFM放送開始の時期を指す。
- 2月1日 - NHK岡山放送局開局85周年
- 2月12日 - NHK福島放送局開局75周年
- 3月9日 - NHK松山放送局開局75周年
- 3月21日 - NHK静岡放送局開局85周年
- 3月26日 - NHKさいたま放送局[注 12]・NHK岐阜放送局、FM放送開始45周年
- 3月27日 - NHK京都放送局[注 13]・NHK奈良放送局、FM放送開始45周年
- 4月1日
  - 山口放送（KRYラジオ周南局、JOPF）開局60周年[注 14]
  - InterFM（東京局、JODW-FM）開局20周年[注 15]
- 4月6日 - NHK東京第2放送開始85周年
- 4月19日 - NHK山口放送局開局75周年[注 16]
- 6月1日 - NHK福島放送局開局65周年
- 6月20日 - NHK大分放送局開局75周年
- 7月1日
  - NHK青森放送局開局65周年
  - エフエム京都（α-station、JOKV-FM）開局25周年
- 8月28日 - NHK千葉放送局FM放送開始45周年
- 9月1日
  - NHK新潟放送局・NHK静岡放送局・NHK松江放送局・NHK岡山放送局・NHK松山放送局・NHK福岡放送局開局70周年
  - CBCラジオ（名古屋局、JOAR）[注 17]・毎日放送（MBSラジオ大阪局、JOOR）[注 18] 開局65周年
- 9月15日 - NHK秋田放送局開局70周年。
- 10月1日 - エフエム山陰（V-air、JOVU-FM）開局30周年
- 11月11日
  - NHK新潟放送局開局85周年
  - 朝日放送（ABCラジオ大阪局、JONR）開局65周年[注 19]
- 11月22日 - NHK帯広放送局開局80周年
- 11月30日 - NHK山形放送局開局80周年
- 12月1日
  - RKB毎日放送（RKBラジオ福岡局、JOFR）開局65周年[注 20]
  - エフエム滋賀（e-radio、JOUV-FM）開局20周年
- 12月14日 - NHK鳥取放送局開局80周年
- 12月21日 - NHK北九州放送局開局85周年[注 21]
- 12月24日 - 京都放送（KBS京都ラジオ京都局、JOBR）開局65周年[注 22]
- 12月25日 - TBSラジオ（AM放送、JOKR）開局65周年[注 23]
- 12月28日 - NHK佐賀放送局開局75周年[注 24]

## 開始番組

### 2016年1月放送開始
- TBSラジオ
  - 4日 - 小泉presents 暮らしいきいき 晴れ予報（月曜19:30。聞き手:沼尾ひろ子）
- 文化放送
  - 2日
    - 内山昂輝のワンクール!（1日深夜、土曜1:00（金曜深夜））地上波進出
    - 文化放送 プラスチューンサタデー（土曜17:30。DJ:オビー）

  - 7日 - トレンディエンジェルのPePePeラジオ（木曜19:00）
- ニッポン放送
  - 2日
    - 清水富美加 みなぎるPM（土曜21:00）[292]
    - いきものがかりの超いきものラジオ!!!（土曜22:00）

  - 6日 - ニコルのスマイルフェス（水曜21:30）
  - 9日 - スイスイサタデー 〜カロ・ソリーゾ!（土曜15:30。P:荘口彰久、レポーター:東島衣里）
- TOKYO FM
  - 1日 - 平井堅 NOW ON AIR 〜やっと逢えたね〜（金曜23:30）
  - 2日 - MY OLYMPIC+（土曜22:30。DJ:荒川静香）
  - 3日
    - PET FRENDLY〜ペットと人のやさしい関係（日曜7:30。DJ:坂本美雨）
    - Peace of Mind:土曜の朝のサラ・オレイン（日曜8:30）
- ラジオNIKKEI第1
  - 5日 - 2月23日 - 自見はなこのメディカル&ヘルスカフェ（火曜12:20。A:渡辺和昭）
- FM青森
  - サポート・ユア・ライフ〜こちら母子寡婦福祉連合会（月曜 13:55-14:00）
- アール・エフ・ラジオ日本
  - 5日 - 松村和子と立花英樹の歌仲間（火曜21:00）
  - 7日 - 紅晴美のみんな元気になーれ!（木曜5:10）
- FMヨコハマ
  - 1日 - FMヨコハマ連続ラジオドラマ 〜 河童田と天狗寺 〜（金曜23:00。出演:趣里、黒羽麻璃央、中谷竜）
- InterFM
  - 2日
    - limelight music（1日深夜、土曜0:00〈金曜深夜〉。DJ:桃野陽介〔モノブライト〕）[293]
    - Refill Korea!（土曜8:00。DJ:古家正亨）

  - 8日 - WEFUNK DANCE×MUSIC（第1・3金曜0:00（木曜深夜）。DJ:Masaharu）
- ラジオ関西
  - 3日 - デスデスデスデスデスラビッツですっ!（日曜0:00（土曜深夜24:00）。出演:部長、ゆず、えみ、かりん）
  - 7日 - 喜多村英梨と花澤香菜の＼おじマシュ〜Radio☆／（木曜0:30（水曜深夜24:30））
  - 8日 - another side of KOBE〜もう一つの神戸をあなたに〜（金曜12:45。Nav:三上公也）[294]
  - 11日 - RUNキャス!〜RUN CASTLE!〜（月曜19:30。出演:遠藤萌美、小林祐梨子）

### 2016年2月放送開始
- ニッポン放送
  - 7日 - ガッツ石松の人生いろいろOK牧場（日曜5:05。A:増山さやか）
- TOKYO FM
  - 21日 - 3月27日 - Music Departure（日曜9:30。Nav:綿引さやか）[295]
- InterFM897
  - 7日 - music is music（日曜23:00。DJ:マスヤマコム、Aimee Isobe、牧村憲一、美島豊明）
- アール・エフ・ラジオ日本
  - 2日 - アントンひろ子のあじざんまい（火曜0:00（月曜深夜））
  - 3日 - 浩二とチェウニの仲良し歌謡曲（水曜23:00）
- ラジオNIKKEI第2 (RN2)
  - 2日 - エレマガラジオDX（火曜22:00。P:やついいちろう〔エレキコミック〕）[296]

### 2016年3月放送開始
- TBSラジオ[297]
  - 28日
    - タカラレーベン プレゼンツ 『オタカラ川柳』（月曜20:30-21:00。出演:オリエンタルラジオ、姫野れみ）
    - コンシェルジュ 沓掛博光の旅しま専科（月曜21:45-22:00。出演:小川知子）
- 文化放送[298]
  - 30日 - 古川雄輝 unknown radio（水曜21:30）
- ニッポン放送[299]
  - 28日
    - 上柳昌彦 あさぼらけ（月 - 金曜 4:30 - 6:00）
    - 土屋礼央 レオなるど（月 - 木曜 13:00 - 16:00。P:土屋礼央〔RAG FAIR〕）

  - 29日
    - 星野源のオールナイトニッポン（火曜 1:00 - 3:00（月曜深夜））
    - 井上苑子のオールナイトニッポン0(ZERO)（火曜 3:00 - 4:30（月曜深夜））

  - 30日
    - WANINAのオールナイトニッポン(ZERO)（水曜3:00-4:30（火曜深夜））

  - 31日
    - 乃木坂46 新内眞衣のオールナイトニッポン0(ZERO)（木曜3:00-4:30（水曜深夜））
- 茨城放送
  - 29日 - よかっぺらじお（火曜 19:30-20:00。P:稲葉茂〔水戸ライトハウス〕、山田将司〔THE BACK HORN〕）
- アール・エフ・ラジオ日本
  - 29日 - おはよう歌一番（4:00-5:00。P:坂井隆夫〔火・水〕、加藤裕介〔木-土〕）
- MBSラジオ
  - 28日 - 亀山つとむのスポーツマンデー!（月曜 18:00 - 18:30。P:亀山つとむ）
- 四国放送
  - 28日 - ラジオ大福（月 - 金曜 8:35 - 11:40。P:保岡栄二〔月 - 木曜〕、小玉晋平〔金曜〕）
- HBCラジオ
  - 28日 - 気分上昇ワイド ナルミッツ!!!（月 - 金曜 9:00 - 12:00）
  - 28日 - ホリキンマンデー!!!（月曜 17:20-17:30）
- RKBラジオ
  - 28日 - RKBはやおきラジオ（月 - 金曜 5:00 - 5:20 出演:中嶋順子）
  - 28日 - ミミトモ (月曜 21:00 - 22:00 出演:山田としあき、角野友紀)
  - 28日 - 夜の人格（月曜 22:00 - 23:50 出演:山本真理子、佐藤巧)
  - 29日 - 米岡誠一・仲谷一志の午後のブルドッグ（月 - 金曜 15:00 - 16:30 出演:米岡誠一、仲谷一志）

### 2016年4月放送開始
- NHKラジオ第1放送[300]
  - 4日 - ごごラジ!（月 - 金曜13:05。出演:神門光太朗他）
  - 26日 - A.B.C-Z 今夜はJ's倶楽部（最終火曜20:05）
  - 27日 - 歌う!SHOW学校（最終水曜20:05）
- NHKラジオ第2放送[300]
  - 7日 - NHK高校講座 仕事の現場real（木曜19:30。Nav:野呂佳代）
- NHK-FM[300]
  - ゆうがたパラダイス（月 - 木曜 16:40。P:金田哲〔はんにゃ、月曜〕、三森すずこ〔火曜〕、津野米咲〔赤い公園、水曜〕、高田秋〔木曜〕）
  - 16日 - 鍵盤のつばさ（土曜不定期20:15）
  - 27日 - 音楽ガハハ（最終水曜23:00。出演:レキシ、マキタスポーツ、やついいちろう〔エレキコミック〕）レギュラー昇格
- TBSラジオ[297]
  - 3日
    - 蟹江一平 One Night TOKYO（日曜 19:00 - 20:55）
    - SOLIDEMO CLUB 8（日曜 23:30 - 23:55）

  - 4日 - 松尾雄治 明日へのトライ!（月曜 19:30 - 20:00。A:宇垣美里）
  - 9日 - 大沢悠里のゆうゆうワイド 土曜日版（土曜15:00。P:大沢悠里、出演:さこみちよ、鳥越俊太郎）
  - 11日
    - 伊集院光とらじおと（月 - 木曜 8:30。P:伊集院光、出演:安田美香〔月曜〕、上田まりえ〔火曜〕、吉井歌奈子〔水曜〕、有馬隼人、柴田理恵〔木曜〕他）
    - ジェーン・スー 生活は踊る（月 - 金曜 11:00。P:ジェーン・スー、出演:毒蝮三太夫他）

  - 15日
    - 有馬隼人とらじおと山瀬まみと（金曜 8:30 - 11:00。P:有馬隼人、出演:山瀬まみ他）

  - 16日
    - 簡易恋愛プログラム 宮川賢のデートの時間でそ?!（土曜 19:00 - 21:00）[注 25]
- 文化放送
  - 3日
    - 上坂すみれの♡（はーと）をつければかわいかろう（日曜 0:00 - 0:30。P:上坂すみれ）[301]
- ニッポン放送
  - 1日 - ニューヨークのオールナイトニッポン0(ZERO)（金曜 3:00 - 5:00（木曜深夜）。出演:ニューヨーク）
  - 2日
    - おしゃべりラボ〜しあわせSocial Design〜（土曜 7:40 - 8:00。P:中村陽一、A:佐々木瞳、コメンテーター:残間里江子）
    - Shiggy Jr.のKEY OF RADIO（土曜 21:50 - 22:00。池田智子〔Shiggy Jr.〕）

  - 4日
    - オールナイトニッポン MUSIC10 中村雅俊 出逢いに感謝（月 - 木曜 23:50 - 24:00）

  - 9日 - さまぁ〜ず三村マサカズと小島瑠璃子の「みむこじラジオ!」（土曜 17:00 - 17:30。出演:三村マサカズ〔さまぁ〜ず〕・小島瑠璃子）[299]
  - 18日 - DJダイノジ深夜の回転体（月1回月曜1:30（日曜深夜））
- TOKYO FM[302]
  - 1日
    - 速水健朗のクロノス・フライデー（金曜 6:00 - 9:00）
    - FUJIFILM presents コヤブカメラ（金曜 17:30 - 17:55。P:小籔千豊）

  - 2日
    - NOEVIR Color of Life（土曜 9:00 - 9:30。P:唐橋ユミ）
    - 秋元才加の Weekly Japan!!（土曜 11:00 - 11:25。P:秋元才加）

  - 3日
    - エバンジェリストスクール!（日曜 0:30 - 1:00（土曜深夜）。P:西脇資哲、若月佑美（乃木坂46））
    - 三井ホーム presents キュレーターズ〜マイスタイル×ユアスタイル（日曜 8:00 - 8:25）
    - 太田胃散 presents DAIGOのOHAYO-WISH!!（日曜 9:30 - 9:55）
    - YKK AP presents 伊藤綾子の窓辺でブランチ（日曜 10:30 - 10:55）
    - 西内まりや「for You...」supported by 日本がん予防協会（日曜 11:30 - 11:55）
    - Superfly Into The Radio!（日曜 15:00 - 15:30）
    - GINZA JAZZzzzz supported by 銀座三越（日曜20:30 - 20:55）

  - 4日
    - ステラ薫子 FORTUNE UP（月曜 1:30 - 2:00〈日曜深夜〉）
    - 高橋みなみの これから、何する?（月 - 木曜 13:00 - 14:55。P:高橋みなみ）
- J-WAVE[303]
  - 1日
    - SOUND GARAGE UNIVERSE（金曜 22:00- N:菅原卓郎、F チョッパー KOGA）
    - SUGAR WATER（金曜23:30- N:菅原小春）

  - 2日
    - RADIOFAST（土曜0:00- （金曜深夜）N:安藤桃子）
    - POP OF THE WORLD（土曜 6:00 - N:ハリー杉山、）
      - HARRY'S ENGLISH CLASS（土曜 7:05 - 出演:齋藤飛鳥）

    - SEASONS（土曜 12:00 - N:マリエ）

  - 3日
    - CLUB SOUNDS VIRABRATION（日曜 1:00 - （土曜深夜）N:DJ TARO）
    - LIFESTYLE COLLEGE（日曜 18:00 - N: DJ TARO、吉岡里帆）

  - 4日
    - AVALON （月 - 木曜 22:00 - N:松岡茉優（月）、KenKen（火）、満島真之介（水）、 渡辺直美（木））
- アール・エフ・ラジオ日本
  - 3日
    - 横浜ハイカラ倶楽部（日曜 5:25 - 5:30。P:宮川眞壽美）
    - 新堀ギター・ミュージックセラピー（日曜 5:30 - 5:40）

  - 6日 - あつみとファンファンのエンドレスナイト（水曜0:00 - 0:30（火曜深夜））
- HBCラジオ
  - 2日
    - 室谷香菜子 fightoooh!!（土曜 8:00-12:00）
    - 気ままにWEEKEND（土曜 12:00-13:50）

  - 3日 - Sunday Brekkie Meeting（日曜 9:00-9:25）
- STVラジオ
  - 4日
    - まるごと!エンタメ〜ション（月 - 金曜 13:00 - 16:00）
    - 情報アライブ（月 - 金曜 16:00 - 17:57）
    - しゃかりき!ようへい商店（月曜 18:00 - 20:00）

  - 9日 - Pop'n Rollにズキューン（土曜 21:00 - 23:00）
  - 10日
    - 喜瀬と通夫の日曜楽楽生ワイド（日曜 12:00-17:00）
- エフエム・ノースウェーブ
  - 1日 - KAT'S IN THE MORNING（月 - 金曜 6:00 - 9:00。DJ:カツノリ）[304]
  - 4日 - XROSS JAM（月 - 木曜 16:00 - 18:55）[304]
- 東海ラジオ
  - 1日
    - きくち教児の楽気!DAY（金曜 13:00 - 16:00。P:きくち教児、出演:青山紀子）

  - 3日
    - 高井一 スイッチ・オン!（日曜 7:00 - 7:45 P:高井一）

  - 4日
    - タクマのHAPPY TIMES!!（月 - 木曜 9:00 - 12:00。P:タクマ、天野良春、森由貴子〔月-水曜〕、成田香織〔木曜〕）
- CBCラジオ
  - 2日
    - 北野誠のズバリサタデー（土曜 9:00 -  P:北野誠[305]）
- ZIP-FM
  - 1日
    - ROLLING OUT!（月-金曜 5:00 - 6:00。MN:成田真美）[要出典]
    - GOODY（金曜 9:00 - 13:00。MN:IRENE）[要出典]
    - JOYFUL（金曜 13:00 - 16:00。MN:SEAMO、堀江美穂）[要出典]

  - 2日
    - WEEKEND MASTER（土・日曜 5:00 - 6:00。MN:磯谷祐介）
    - SATURDAY ON FLEEK（土曜 9:00 - 13:00。MN:デイル）[要出典]

  - 3日
    - P-H-A-T!（日曜 6:00 - 8:30。MN:デイル）
    - THE MUSIC MAN（日曜 21:00 - 22:00。MN:ケン・マスイ)

  - 4日
    - J-BREAK（月 - 木曜 12:00 - 14:00。MN:ジェイムス・ヘイブンス）
    - PEEPS!（月 - 木曜 23:00 - 翌1:00）
- MBSラジオ
  - 1日
    - 週刊ヤングフライデー（金曜22:30 - 翌0:00）

  - 2日
    - 野村啓司の懐メロ♪ジュークボックス（土曜〔金曜深夜〕0:10-1:05。P:野村啓司）
    - 福島のぶひろの、どうぞお構いなく。（土曜〔金曜深夜〕1:05-2:00。P:福島暢啓）※毎週レギュラー化
    - かめばかむほど亀井希生です!（土曜6:00-8:00。P:亀井希生、出演:島田珠代）
    - 日本盛プレゼンツ 居酒屋阿希子（土曜17:45-17:59。P:前田阿希子）

  - 3日
    - サンデーライブ ゴエでSHOW!（日曜11:00-12:50。P:浅越ゴエ）
- ラジオ大阪
  - 2日
    - あみるのママで（土曜12:30-14:30。P:河島あみる、出演:川田一輝）
- ラジオ関西
  - 1日
    - 川浪ナミヲの情報アサイチ!（金曜 6:00-10:00。P:川浪ナミヲ、出演:浅井千華子）

  - 3日
    - 子育て応援プログラム にょきにょきラジオ!（日曜 12:00-13:00。P:クマガイタツロウ、中野涼子）
- 和歌山放送
  - 2日
    - WA!ERA（土曜 14:45-16:00。P:三浦ちあき）[306]

  - 3日
    - 大竹真一郎のきょうも胃ぃ腸し♪（日曜 15:30-16:00。P:大竹真一郎）
- FM802
  - 3日
    - All Nighter（日曜 3:00-5:00（土曜深夜））
    - INTRO-JUICE 802（日曜 18:00-20:00。DJ:三原勇希）
- FM COCOLO[307]
  - 1日
    - THE MAGNIFICENT FRIDAY（金曜14:00-18:00。DJ:加美幸伸）

  - 2日
    - THE MAJESTIC SATURDAY NIGHT（土曜21:00-23:00。DJ:ちわきまゆみ）

  - 3日
    - STELLA JAPAN presents MUSIC, Oops!KANSAI（日曜6:00-7:00。DJ:Moonji）
    - マルハニチロ SUNDAY MORNING LIBRARY〜木村達也ビジネスの森（日曜8:00-8:30。出演:木村達也、小林千鶴）
    - SUNDAY MARK'E 765（日曜13:00-16:00。DJ:MARK'E、出演:DEAN FUJIOKA）
    - Wonder Sound STATION（日曜17:00-18:00。DJ:池田なみ子）
    - COME ON! ROCKIN' ROAD（日曜18:00-19:00。DJ:近藤真彦、Nav:ちわきまゆみ）
- NHK広島
  - 4日 - ひろしま コイらじ（月曜17:00-18:00。P:厚井大樹、森光七彩、りんりん）
- 中国放送[308]
  - 1日 - モテイン・アライブ（金曜15:00-16:50。P:DJ.SALLY、田口麻衣）
  - 3日 - 勝手に演歌普及委員会〜演歌の道しるべ〜（日曜22:00-22:25。P:奥野てっぺい）
  - 月内 - サ・プレイリスト〜広島の音楽LOVERたち〜（日曜16:00-16:55。P:週替わり）
- 山陰放送
  - 3日 - Goo先生のおいしいラジオ（日曜8:25-8:35。出演:林幸子）
  - 4日
    - みゅーなび（第1, 3, 5月曜18:30-20:00）
    - 森谷佳奈のはきださNIGHT!（月曜21:00-22:00）
- KBCラジオ
  - 1日
    - 富田薫のアサコレ!（月-金曜 5:00-6:30。P:富田薫）
    - 川上政行 朝からしゃべりずき!（月-金曜 6:30-9:30。P:川上政行）
    - ガブリナ（月-金曜9:30-13:00）
- RKBラジオ[309]
  - 2日
    - デモテープ〜福岡音楽時代〜（土曜 20:00-20:30、出演:加藤淳也）
    - 土曜のらじお（土曜 22:00-23:00 出演:中澤裕子、西田たかのり）

  - 3日
    - ヨドバシカメラpresents　ロバートの家電研究所（日曜 10:00 - 10:10 出演:ロバート）

  - 4日
    - RKB65周年記念連続ラジオドラマ 家族びより〜シアワセの高取家〜（月-金曜 10:30-10:35、(再)16:50-16:55）
- CROSS FM
  - 2日
    - K-Story（土曜18:00-19:00）[要出典]
- JFN系列局
  - 1日
    - あ〜ちゃん ちゃあぽんの!“West Side Story”（広島FMほか。P:西脇綾香・西脇彩華）

### 2016年5月放送開始
- 青森放送
  - 21日 - トリ☆ポンうっちゃん・みかちゃんの「これが下北ジオパーク!」（土曜17:50-18:00）
- FM愛媛
  - 22日 - LET'S GO! ♪青春 昭和 Music Graffiti♪（日曜 7:00-8:00。DJ:相原哲男）

### 2016年6月放送開始
- JFN
  - 4日 - ほっかほっか亭presents So, ULFUL TIME（土曜 10:50 - 10:55。P:ウルフルズ）[310]
- FM NACK5
  - 4日 - 浦和レッズ槙野智章 マキスタ〜張る時は、いつも今!（土曜6:40-6:50）[311]。
- CBCラジオ
  - 1日 - モーニング娘。'16 牧野 真莉愛のまりあん♥LOVEりんですっ♥（水曜0:30 - 1:00（火曜深夜））

### 2016年7月放送開始
- TBSラジオ
  - 4日 - いち・にの三太郎〜赤坂月曜宵の口（月曜18:00-19:30。P:はぶ三太郎、長峰由紀、外山惠理）
- 文化放送
  - 4日 - 井口裕香のトーキングすむすむ（月曜1:00-1:30（日曜深夜））
- Tokyo FM (JFN)
  - 3日 - YKK AP presents IMAGINE RECORDS（日曜12:00-12:25。DJ:ケリー隆介）
- bayfm
  - 2日 - Radio Rap+（土曜19:30 - 19:52。DJ:GAKU-MC）
- CBCラジオ
  - 4日 - K2BANDの旅するおんぷ♪（月曜0:00 - 0:15（日曜深夜）。A:佐藤実絵子）
- ラジオ関西
  - 3日 - 関西ジャニーズJr.とれたて関ジュース（日曜23:45-23:59。P:月替わり）レギュラー昇格
- RCCラジオ
  - 2日 - トータテ すまいのマルシェ（土曜11:00-11:30。P:南佳奈）
- Air-G
  - 13日 - フルーティーのミックスジュースR（火曜1:30-2:00〈月曜深夜〉。P:小原優花、手塚星明）

### 2016年8月放送開始
- 東海ラジオ
  - 8月1日
    - FINE DAYS!（月 - 金曜13:00 - 16:00）[312]
      - 彦摩呂の今日もまんぷく!DAY（A:川島葵）

  - 8月2日
    - 桂三度のホトケの顔も三度まDAY!（A:川島葵）

  - 8月3日
    - 笑福亭笑瓶のやっぱええんやDAY!（A:前野沙織）

  - 8月4日
    - 流れ星の笑わさ〜すDAY!（A:前野沙織）
- InterFM897
- 8月2日
  - C'est La Vie（火曜0:30-1:00（月曜深夜）。DJ:えな〔enAska、1・3週〕、飛鳥〔enAska、2・4週〕、Maddie）
- RSKラジオ
  - 8月29日 - あもーれ!マッタリーノ（月-木曜13:00-16:30、金曜13:00-16:20。出演:奥富亮子〔月-木曜〕、相田翔吾〔金曜〕、川又智菜美〔月曜〕 廣瀬麗奈〔火曜〕、平野祐芽〔水曜〕、多賀公人〔木曜〕、安井優子〔金曜〕）

### 2016年9月放送開始
- 文化放送
  - 9月27日 - 情報ミックスバラエティ パズル（火 - 金曜 17:50 - 21:00。P:赤平大〔火曜〕、森田悟、大和一孝〔スパローズ、水曜〕、八木ひとみ〔木曜〕、川瀬良子〔金曜〕）
- アール・エフ・ラジオ日本
  - 9月4日 - 枡田絵理奈とあしたのリーダーたち（日曜7:30-7:45）
- ABCラジオ[313]
  - 9月26日 - 朝も早よから 中原秀一郎です（月 - 金曜 5:00）
  - 9月30日 - 下埜正太のショータイムレディオ（金曜22:00 - 翌1:00。A:大波ユリカ）

### 2016年10月放送開始
- 文化放送[314]
  - 10月1日
    - 愛加あゆ 琴伝流 音楽のコト（土曜6:35-6:45）
    - ミスDJリクエストパレード〜8116サタデーアップ!（土曜13:00-15:00。DJ:千倉真理）
    - 高城れにの週末ももクロ☆パンチ!!（土曜17:00-17:15）
    - ダッシュ斉藤 中6日!（土曜17:55-19:00。出演:斉藤一美、小川真由美）
    - いとうせいこう×みうらじゅん ザツダン!（土曜19:00-20:00）レギュラー昇格

  - 10月2日
    - SUNDAY スポーツダッシュ!（日曜17:50-18:00。出演:寺島啓太、片山真人）
    - 水瀬いのり MELODY FLAG（日曜22:00-22:30。出演:水瀬いのり）

  - 10月3日 - くにまるジャパン 極（月 - 金曜 9:00 - 13:00。P:野村邦丸、A:鈴木純子）リニューアル改題
- ニッポン放送
  - 10月1日[315]
    - 新発見!有楽町合金（土曜18:00、P:メイプル超合金）
    - ザ・プレイヤーズ（土曜20:00、P:煙山光紀）

  - 10月2日 - 地元いーとこショウアップ!（日曜17:30、P:洗川雄司）
  - 10月3日 - わーすた わーるどすたんだーどニッポン（月曜0:50〈日曜深夜〉）
- JFN
  - 10月2日 - ミッドナイト・ダイバーシティー〜正気のSaturday Night（日曜0:00-2:00（土曜深夜）。P:ベッキー〔第1週〕、オアシズ〔第2週〕、ダイノジ〔第3週〕、ヤマサキセイヤ〔キュウソネコカミ、第4週〕）
- ラジオ日本[316]
  - 10月1日 - タブレット純 音楽の黄金時代（土曜18:00-20:00）
  - 10月3日
    - Hello! I,Radio（月-木曜9:00-11:30、金曜9:00-11:00、P:栗原美季〔月-木曜〕、夏江紘実、瀧口俊介〔金曜〕）
    - 加藤裕介の横浜ポップJ（月-木曜12:00-14:54、A:東塚菜実子〔月・木曜〕、新田恵利〔火曜〕、桑田靖子〔水曜〕）

  - 10月4日 - 前野健太のラジオ100年後（火曜 2:00-2:30〈月曜深夜〉、P:前野健太）
- 東海ラジオ
  - 10月1日
    - SKE48・ねねの!カウントダウン3・2・1!!!（土曜14:00-18:00、P:SKE48、ねね）
    - 兵動大樹・アンダーポイントの前ノリなもんで（土曜18:00-19:00、P:兵動大樹、アンダーポイント）
- MBSラジオ
  - 10月2日 - SUPER☆GiRLSのスーパーラジオ!（日曜0:00〈土曜深夜〉）
  - 10月4日
    - スマラジW（火-金曜19:30-）
      - メッセンジャーあいはらの夜はこれから!（火曜19:30 - 22:00、A:前田阿希子、出演:ガリガリガリクソン）
      - マイコー・ミュージック（水曜19:30 - 21:45、A:松本麻衣子、出演:ヤナギブソン）
      - 笑い飯哲夫の明るく楽しいニュースシャワー（木曜19:30 - 22:00、A:斉藤雪乃）
      - ナジャとアナの虹色レインボー（金曜19:30 - 21:00、A:週替わり）
- ABCラジオ[313]
  - 10月1日 - 慶元まさ美のSounds Good!（土曜13:00）
- NACK5[317]
  - 10月1日
    - Startup Saturday（土曜5:00-8:00。P:池田香織）
    - 大野勢太郎の楽園ラジオ〜パワー全開!!〜（土曜8:00-15:00）

  - 10月2日
    - びーさんぼーいず〜Be SUNDAY BOYS〜（日曜8:00-12:00。P:ケイザブロー、斉藤リョーツ）
    - カメレオンパーティー（日曜12:55-17:55。P:土屋礼央〔RAG FAIR〕、A:佐々木もよこ）
    - Radio the LM.C!!（日曜23:00-23:30）

  - 10月3日
    - 橋爪ももの生乾き放送〜終わりよければ〜（月曜0:30-1:00（日曜深夜））
    - Good Luck! Morning!（月-木曜6:00-9:00。P:アロハ太朗）

  - 10月4日 - バカボン鬼塚 ABレコ（火曜23:30-24:00）
  - 10月5日 - 野田愛実のトキメキラッシュアワー（水曜5:30-5:40）
  - 10月7日
    - いさおのれでぃお（金曜1:40-2:00（木曜深夜）。P:いさお〔からっぱこ〕）
    - レディオ ファントム（金曜6:00-9:00。P:岡田眞善）

  - 10月8日 - Hit Hit Hit!（土曜0:00-2:00（金曜深夜）。P:柴田聡）
- STVラジオ
  - 10月4日 - MUSIC★J（※2016年度ナイターオフ期「シーズン1」）（火-金曜19:00-21:50　P:松崎真人）[318]
- エフエム・ノースウェーブ
  - 10月3日
    - L (エル)（月-木曜9:00-11:55。DJ:わたなべゆうか）
    - RADIO GROOVE（月-木曜19:00-21:00。DJ:ワタナベシンゴ〔月・火曜〕、佐藤広大〔水・木曜〕）
- RKBラジオ
  - 10月3日 - 東山彰良 イッツ・オンリー・ロックンロール（月曜20:00-20:45  P:東山彰良、山本真理子）
  - 10月 - 古代の福岡を歩くシーズン2（土曜20:00-20:30 P:坂田周大）

## 終了番組

### 2016年1月放送終了
- 3日 - 和田青児のミュージック魂（アール・エフ・ラジオ日本）
- 25日 - 鋭ちゃん・幾三のかくしゃく・しかじか・月曜日!（KBS京都）
- 27日 - 23時の歌謡曲（アール・エフ・ラジオ日本）

### 2016年2月放送終了
- 14日 - ベッキー♪ GO LUCKY（TOKYO FM）
- 27日
  - 今日も一日さんじゅうまる!（アール・エフ・ラジオ日本）
- 28日
  - らじおBS11（アール・エフ・ラジオ日本）
  - VINTAGE GARAGE（J-WAVE）

### 2016年3月放送終了
- 12日 - MAKE IT 21（J-WAVE）
- 13日 - おっ三ラジオ（CBCラジオ）
- 17日 - 午後のまりやーじゅ（NHKラジオ第1放送）
- 19日 - 因幡スピリット!（山陰放送）
- 20日 - 香菜子のなまらないと（HBCラジオ）
- 21日
  - 浅田舞のマイYOUNG JAPAN ACTION（TBSラジオ）
  - ようこそ洋二の部屋（STVラジオ）
  - 亀山つとむのかめ友 Sports Man Day（MBSラジオ）
- 22日
  - KAT-TUNのがつーん（文化放送）
  - ウーマンラッシュアワー村本大輔のオールナイトニッポン（ニッポン放送）
  - Shiggy Jr.のオールナイトニッポン0(ZERO)（ニッポン放送）
  - 松岡茉優ト文化的交流（文化放送）
- 24日
  - 吉田山田のオールナイトニッポン0(ZERO)（ニッポン放送）
  - 大谷ノブ彦 キキマス!（ニッポン放送）
  - 明日の備え・震災の記憶と対策（アール・エフ・ラジオ日本）
  - あ〜ちゃんのただただラジオがスキじゃけん。（FM高知、FM愛媛、FM徳島、FM香川）
- 25日
  - アルコ&ピースのオールナイトニッポン0(ZERO)（ニッポン放送）
  - 山口良一 今日もいきいきあさ活ニッポン（ニッポン放送）
  - 岩崎和夫の情報アサイチ!（ラジオ関西）
  - えんやこらワイド（四国放送）
  - エンタメバラエティ THE☆ヒット情報（RKBラジオ）
  - アタヤンNEXT（STVラジオ）
  - 山ちゃん美香の朝ドキッ!（HBCラジオ）
  - 名盤セレクション1287（HBCラジオ）
  - GOLDEN Z（ZIP-FM）
- 26日
  - ビビる大木のBrat!Brat!（文化放送）
  - 朝井リョウ&加藤千恵のオールナイトニッポン0(ZERO)（ニッポン放送）
  - 坂井隆夫のほのぼの歌謡曲（アール・エフ・ラジオ日本）
  - 豊島・ゴエのあさはやっ!?（MBSラジオ）
  - 天野良春 パラダイスキング（東海ラジオ）
  - ウィークエンドナビ ファンダフル!（HBCラジオ）
  - 水野よしまさ サタデーフルサウンド（HBCラジオ）
  - Music Delivery BAN BAN RADIO!（HBCラジオ）
  - SURF&CARAVAN（J-WAVE）
  - RAGTIME LIFE（エフエム・ノースウェーブ、CROSS FM）
- 26日・27日
  - 浄土宗の時間（文化放送ほか）
- 27日
  - 田村ゆかりのいたずら黒うさぎ（文化放送）
  - May'nのラジたま（文化放送）
  - Kanaコレ!（アール・エフ・ラジオ日本）
  - 今日は日曜♪野村啓司のラジオなひととき（MBSラジオ）
  - Dr. 龍の世界基準の笑顔を作るスマイルワークアウト（アール・エフ・ラジオ日本）
  - 税理士見田村のズバッと相続税（アール・エフ・ラジオ日本）
  - ウイングジャパン ホームラン歌謡曲（アール・エフ・ラジオ日本）
  - Sunday Soul Night（アール・エフ・ラジオ日本）
  - グッチーのSunday Delight Labo（HBCラジオ）
- 30日 - リトグリのバンドがやりたい(^v^)（FM-FUJI）
- 31日
  - 逸見明正のあさ5はん（KBCラジオ）
  - Morning Wave（KBCラジオ）
  - 9ヂカラ（KBCラジオ）
  - face（JFN系列局）

### 2016年4月放送終了
- 1日（31日深夜） - アタックヤング（STVラジオ）
- 2日
  - サタデー大人天国! 宮川賢のパカパカ行進曲!!（TBSラジオ）
  - オハヨー!土曜日（STVラジオ）
- 3日
  - 河村通夫の桃栗サンデー（STVラジオ）
  - Yo!Hey!サンデー!（STVラジオ）
- 8日 - 大沢悠里のゆうゆうワイド（TBSラジオ）
- 9日 - 週末お悩み解消系ラジオ ジェーン・スー相談は踊る（TBSラジオ）

### 2016年5月放送終了
- 28日 - 一生ポリケロ（ラジオ大阪）

### 2016年6月放送終了
- 13日 - I Won't Turn Off My Radio（InterFM897）
- 18日 - チャオベッラチンクエッティ!チャレンジ・フォーNo.1!（ラジオNIKKEI R1）
- 24日 - 平井堅 NOW ON AIR 〜やっと逢えたね〜（JFN）
- 25日 - Alternative Nation（InterFM897）
- 26日
  - 横浜ハイカラ倶楽部（アール・エフ・ラジオ日本）
  - 新堀ギター・ミュージックセラピー（アール・エフ・ラジオ日本）
- 27日
  - 六輔七転八倒九十分（TBSラジオ）[319]
  - 松村和子と立花英樹の歌仲間（アール・エフ・ラジオ日本）
- 29日 - 宮地佑紀生の聞いてみや〜ち（東海ラジオ）[91]

### 2016年7月放送終了
- 29日 - STUDENTS JAM（HELLO FIVE）

### 2016年8月放送終了
- 7日 - Superfly Into The Radio!（TOKYO FM）
- 26日 - 昼からど〜だい!（山陽放送）

### 2016年9月放送終了
- 17日 - 土曜亭 特盛ぶんしょうDON!（山陰放送）
- 19日
  - 松尾雄治 明日へのトライ!（TBSラジオ）
  - 夢発信ラジオ「学スタ」〜夢への一歩、スタートしよう〜（TBSラジオ）
- 23日
  - 慶元まさ美のおはようパートナー（ABCラジオ）
  - 伊集院光の週末TSUTAYAに行ってこれ借りよう!（TBSラジオ「たまむすび」金曜15時台のコーナー）
  - ガチ・キン（ABCラジオ）
- 24日
  - 土曜の午後は♪ ヒゲとノブコのWEEKEND JUKEBOX（文化放送）
  - 南山千恵美のMusic Smile（ABCラジオ）
  - 井田勝也の年リク!!（東海ラジオ）
  - KANAコレ!（アール・エフ・ラジオ日本）
  - X21 吉本実憂カラフルボックス（アール・エフ・ラジオ日本）
- 25日
  - 渋谷和宏・ヒント（TBSラジオ）
  - ニコニコ深夜バラエティーWktkの枠（JFN）
  - X21 吉本実憂カラフルボックス（アール・エフ・ラジオ日本）

### 2016年12月放送終了
- 30日 - おはようSMAP（TOKYO FM）

## 特別番組

### 1月放送
- 1月1日
  - あけてましてじゃがいも!山根あゆみからの年賀状7（HBCラジオ、8:15 - 8:55）[320]
  - 2016カーナビ新春スペシャル「君こそ、すっとこどっこい!」（HBCラジオ、12:00 - 12:50）[320]
  - 一斉送信:宅飲みするよ!新年会スペシャル（HBCラジオ、13:00 - 16:00）[320]
  - 香菜子のなまらないと!新春スペシャル（HBCラジオ、17:00 - 17:20）[320]
  - アニメロティック 3時間生放送 新春アニソンスペシャル（HBCラジオ、21:00 - 24:00）[320]
  - STVラジオ新春特別番組 日本画家 平山郁夫物語（STVラジオ、11:00 - ）[321]
  - 松山千春スーパーショット2016（STVラジオ、14:00 - ）[321]
  - 年の初めも惠ちゃんで!山内惠介新春スペシャル（STVラジオ、19:00 - ）[321]
  - A MUSIC PROGRAM NEW YEAR SPECIAL（CBCラジオ、第一部・7:00 - 11:55、第二部・13:00 - 16:00）[322]
  - 名古屋おもてなし武将隊　戦国干支絵巻（CBCラジオ、18:00 - 20:00）[322]
  - 2016年も、ジャニーズWESTでええじゃないか!（CBCラジオ、20:30 - 21:30）[322]
  - みーたまつもとスペシャル（CBCラジオ、22:00 - 23:00）[322]
  - 2016 A.B.C.-Zがんばります!（CBCラジオ、23:00 - 24:00）[322]
  - ラジオで初詣（MBSラジオ、10:30 - 11:30。出演：遠藤萌美、三島ゆかり）
  - これくる!2016（MBSラジオ、11:35 - 13:05。出演：テンダラー、山本量子）
  - 福島のぶひろの2016年も「どうぞお構いなく」（MBSラジオ、13:05 - 15:20。P：福島暢啓、出演：タージン、馬野雅行 他）
  - 2016年新春スーパーワイド第1部 征平・吉弥のお正月も全開!!（ABCラジオ、5:00 - 11:00。出演:高野あさお、永田まり、小川恵理子、桂弥太郎他）[323]
  - 2016年新春スーパーワイド第2部 声に出してサルにも聞かせたい日本語SONGスペシャル（ABCラジオ、11:00 - 14:54。出演:小塚舞子、鈴木淳史）[323]
  - おめでとう!道上洋三です（ABCラジオ、15:00 - 16:00。出演:道上洋三、吉田詩織、張真紀）[323]
  - これぞ!Bs魂 今年こそ絶対優勝やでスペシャル（ABCラジオ、16:00-17:00。MC:瀧山あかね、A:北條瑛祐、G:伊藤光、岡田圭右〔ますだおかだ〕）[323]
  - きよし・八方の新年早々ポン・カラ・リン!（ABCラジオ、17:20-18:30）[323]
- 1月2日
  - ふぉーゆーのぴたラジ! 新春スペシャル（1日深夜、CBCラジオ、0:00-1:00）[322]
  - 歌武蔵の週刊らじちゃんこ新春スペシャル（CBCラジオ、15:00 - 19:00）[324]
  - 河原﨑辰也いくしかないだろう! バカじゃないのSP2016 正月から怒ってます（CBCラジオ、21:00 - 23:00）[324]
  - 音の名画座2016（ABCラジオ、7:30-55。出演:和沙哲郎、戸田学）[323]
  - 千原ジュニアのRPM GO!GO!新春スペシャル（ニッポン放送、16:30-17:30）
  - ラジオドラマ「グッド・バイ」（ABCラジオ、17:30-18:25。出演:森崎正弘、岸原香恵、妹尾和夫、蟷螂襲、安井牧子、野上マヤ、笑福亭たま、鍋島浩）[323]
- 1月3日
  - Little Glee Monster -Colorful Radio- （FM AICHI、19:30 - 19:55）[325]
  - 二宮清純 2016年日本のスポーツ大予測（ニッポン放送、14:30-15:00）
  - ニッポン放送新春スポーツスペシャル エール 4年後の自分へ（ニッポン放送、15:00-16:00）
  - 神田莉緒香のKANDAFUL RADIO 新春スペシャル（ニッポン放送、18:00-18:50）

### 2月放送
- 2月6日 - 松山千春デビュー40周年記念〜ひとりうたから真っ直ぐに〜（STVラジオ、21:00-22:00）[326]
- 2月11日
  - STVラジオ ホリデーワイドスペシャル 工藤じゅんきの十人十色 25年〜色々ありました〜（STVラジオ、9:00-18:00）[327]
  - JA全農 おいしい音楽（TOKYO FM、11:00-14:55。P:ジョージ・ウィリアムズ、川瀬良子、G:家入レオ、あゆか）[328]
  - ニッポン放送ホリデースペシャル 球春到来!江本孟紀・松本秀夫 12球団キャンプ駆け巡り（ニッポン放送、13:00-16:00）
  - Curios HAMAJI St.Valentine's DAY SPECIAL!（bayfm、13:00-16:00。G:椿鬼奴、ダイアモンド☆ユカイ、クリス・ウェブ佳子、高橋克典）[329]
  - LOTTE Ghana presents ホリデースペシャル 届け スイートラブ レター! （TOKYO FM、15:00-16:50、MC:高橋万里恵、G:土屋太鳳、広瀬すず、松井愛莉）[330]
  - オンナnoミカタ4（NHKラジオ第1、15:05-16:55。G:小島慶子、田中俊之、白川桃子）[331]
  - デヴィッド・ボウイ in ベルリン:Four Years 1976-1979（ラジオNIKKEI第1、17:00-19:00）
  - 谷村新司のオトナラジオ（NHKR1、20:05-21:55。出演:清水富美加、山下信）[332]
  - アートドラマ 美女と巨匠 クリムトが愛した女（NHKR1、22:10-23:00。G:竹下景子）
- 2月14日 - 第58回グラミー賞 開幕直前特番〜ENJOY GRAMMY AWARDS〜（TBSラジオ、19:00-20:00。P:久保田智子、G:大友博）
- 2月15日
  - 春まで待てない!ワクワクAGAIN FMでもニッポン放送・前夜祭!（1:30-2:00〈14日深夜〉。P:新行市佳）
  - ヒロシの4時からネガティブ（文化放送、4:00-5:00）
- 2月15日-19日 - 特別番組 「『DEBUT AGAIN』〜大滝詠一ベストセレクション」（ニッポン放送、21:00-50。P:くり万太郎）
- 2月16日
  - The 58th GRAMMY Awards Special（InterFM897、10:00-14:00。DJ:Ali Morizumi〔MONORAL〕、南美布、サラ・オレイン）[333]
  - The 58th Annual GRAMMY Awards（FM COCOLO、10:00-14:00。DJ:KAMASAMI KONG、小谷真美子）[334]
  - 「The 58th Grammy Awards」Special（CROSS FM、10:00-14:00。Nav:立山律子）
- 2月17日 - ガールズユニット「LLS」デビュー記念特番!重盛さと美とふくよかな仲間たち（文化放送、19:00-20:00。出演:重盛さと美、あすみん、きほ〔LLS〕、のり〔オテンキ〕）
- 2月21日
  - 能町・垣花の中島みゆきリクエストアワー2016〜『オールナイトニッポン月イチ』名場面も一挙放送!（ニッポン放送、18:00-21:50）
  - ジェーン・スーと高橋芳朗 グラミー賞でも踊る!（TBSラジオ、19:00-20:00）
- 2月29日 - 「NACK 5 special 一夜限り(!?)の復活! Silent Sirenのストロボナイト!〜アルバム「S」リリース記念スペシャル〜」（1:00-5:00（28日深夜25:00-29:00））

### 3月放送
- 3月6日
  - ゆず LOVES 東北〜それぞれの5年〜（TBCラジオ（東北放送）、13:00-15:00[335]）
- 3月6日、19日 - 春のラジオ番組 試し聞き! 〜いいとこ集めました〜（NHKラジオ第1、16:05-16:55〔6日〕、9:05-9:55〔19日〕。出演:神門光太朗、高田明、野呂佳代）[336]
- 3月7日 - 父と子の約束 気仙沼・被災地のバッティングセンター（NHKラジオ第1、20:05-20:55）[337]
- 3月7日、8日 - 語りの劇場 グッとライフ 山田雅人が聞いた被災地の声（NHKラジオ第1、21:05-21:55）[337]
- 3月8日
  - ホクトpresents 新生活はきのこが応援 春うたまつり（TBSラジオ、18:00-19:30。出演:ハマカーン、浜内千波、吉田明世、岡本真夜、川嶋あい、Kiroro、秦基博、伊地知潔〔ASIAN KUNG-FUGENERATION〕）
  - 名物かあちゃんの選択 原発から15km 食堂の明日は（NHKラジオ第1、20:05-20:55）[337]
- 3月9日
  - シリーズ被災地の真実　震災から5年、南三陸は今（文化放送、19:00-20:00[338]）[339]
  - もう一度ふるさとににぎわいを 被災の宿 女将(おかみ)が迎える震災5年（NHKラジオ第1、20:05-20:55）[337]
- 3月10日
  - ラジオドキュメント「大切なものを守るため　飯舘村・二人の軌跡」（NHKラジオ第1、20:05-20:55）[337]
  - 震災から5年〜ラジオが果たす役割とは（NHKラジオ第1、21:05-21:55。聞き手:山岡淳一郎、柴原紅、G:福田充、国崎信江）[337][340]
- 3月11日
  - くにまるジャパンスペシャル 私たちがいま、伝えたいこと（文化放送、12:00-13:00）[339]
  - 特別番組 東日本大震災から5年 被災地の今 私達の今（ニッポン放送、13:00-17:30。P:上柳昌彦、A:東島衣里）[341]
  - LOVE & HOPE Special
    - 〜5年目の春だより〜 忘れない 伝えたい（TOKYO FM、13:00-15:30。P:ロバート・キャンベル、高橋万里恵）[342]
    - 5 years passed 風化させないために 〜被災地からの知恵〜（JFNC/TOKYO FM、15:30-16:25。P:中西哲生、古賀涼子） - 局によって放送時間は異なる。[343]

  - J-WAVE SPECIAL HEART TO HEART 2016 (J-WAVE、14:00-16:00、N:堀潤、レイチェル・チャン)[344]
  - ふるさとは、どう歩み、どう変わったのか 「あの日から、明日へ」〜震災から歩んだ5年〜（ふくしまFM、13:30-15:00。P:加藤漢太）
  - みんなのラジオ2016春〜今〜（FM岩手、9:00-14:55。P:山本大一、阿部沙織）[345]
- 3月19日[346]
  - ほんまもんのワイドFMをハッキリ愛して（11:30-12:30、毎日放送・朝日放送・ラジオ大阪。出演:森脇健児、南かおり、松井愛(MBS)、三代澤康司(ABC)、原田年晴(OBC)、玉巻映美(MBS)、乾麻梨子(ABC)、藤川貴央(OBC)）
  - ワイドFMだよ!OBC（ラジオ大阪、16:00-16:45。出演:原田年晴、藤川貴央、中西ふみ子、玉川恵、里見まさと、津吹みゆ）
- 3月21日
  - 『文化放送開局記念特別番組「J-ROCKクロニクル #1 麗と蘭編」』（9:00-11:00。出演:麗と蘭with早川岳晴、真城めぐみ、真島昌利、中森泰弘〔ましまろ〕、佐伯明、太田英明）[347]
  - 北海道新幹線開業記念特別番組 行くべ! 行くっしょ! 出発進行!!〜北海道新幹線スペシャル（AIR-G'、12:00-15:55。P:鈴井貴之、河野真也（オクラホマ）、かきざきさと）[348]
- 3月27日 - AIR-G'（FM北海道）・TOKYO FM共同制作 北海道新幹線開業記念特別番組『ALL ROADS LEAD to HOKKAIDO!』（AIR-G'、TOKYO FM/JFNC、19:00-19:55。P:鈴井貴之、大橋俊夫）[349]
- 3月28日 - KBCラジオ・RKBラジオ共同制作 FM補完放送（ワイドFM）開局記念番組『熱ラジ!』（12:55-15:00）

### 4月放送
- 4月3日 - 技術の森スペシャル（山陽放送ラジオ、18:00-19:00。出演:石田好伸他）
- 4月26日 - ニューギングループプレゼンツ 今夜の傾奇者!ちょっといい話（アール・エフ・ラジオ日本、23:30-24:00。出演:山崎まさや、尾崎ナナ）
- 4月29日 - 開業1か月!連休は青函の魅力を発見!〜歌で旅する北海道新幹線〜（NHK第1、13:05-14:55。司会:北向敏幸、出演:伊奈かっぺい、藤岡みなみ、櫛引素夫）

### 5月放送
- 5月3日
  - チャレンジラジオ 渋滞解消!?（NHKラジオ第1、8:05-9:55。司会:山本シュウ、出演:西成活裕、榎本有里子、東李苑、石田安奈、コメントG:加藤寛）
  - RNCラジオまつり2016 愉快☆爽快 笑顔満開!!（10:00-16:00）
  - FM愛媛35周年 特別番組「Making You Happy」（13:30-21:50。P:中岡良一、ヒカル〔第1部〕、砂川伸夫、ヒカル〔第2部〕）
- 5月4日
  - ニッポン放送ホリデースペシャル「吉田尚記のなるほど!漢字講座パート2」（13:00-14:00。P:吉田尚記、G:青木さやか）
  - 篠田麻里子のお悩み相談室 曲がり角のアラサー女性たち 第2弾（NHKラジオ第1、17:05-18:50。司会:深津瑠美、出演:大塚万紀子）
  - SHIBUYAスタンダード倶楽部（NHKラジオ第1、19:20-20:55。出演:川島ノリコ、国府弘子）
- 5月5日
  - 愛されて55年♪ゴーゴー「みんなのうた」スペシャル!（NHK-FM、10:00-11:00）
  - 欽ちゃんの3世代ラジオ（NHKラジオ第1、10:05-11:50。出演:天野ひろゆき、菊地亜美、G:関根勤他）
  - ニッポン放送ホリデースペシャル「世界に羽ばたけ!次世代アスリート」（13:00-16:00。出演:岩崎恭子、吉田尚記、福田正博）
  - 書評ゲーム ビブリオバトル 〜旅に出たくなる本〜（NHKラジオ第1、13:05-14:55。司会:高市佳明、出演:ビビる大木、羽田圭介、吉木りさ、武田砂鉄、はあちゅう、有村昆、たかのてるこ）
  - リオへ!世界の壁を越えていく（NHKラジオ第1、15:05-16:55。キャスター:生島淳、柴原紅、G:星野恭子 入江陵介、山﨑浩子、藤澤潔）
  - 知らなかった! ラジオ体操（NHKラジオ第1、17:05-18:50。出演:多胡肇、幅しげみ、大久保彰絵、神門光太朗）
  - こどものじかん（NHKラジオ第1、20:05-20:55。P:坂本美雨、G:鈴木敏夫、伊東四朗）
  - やくしまるえつこの数字らじお（NHK-FM、21:00-22:45）
  - 特別番組 さようなら 秋山ちえ子さん〜平和を願い続けた日々〜（TBSラジオ、21:00-22:00。P:大沢悠里、西村知江子）
  - 18歳選挙権! その1票、キミはどーする??（NHKラジオ第1、21:05-23:00。出演:オリエンタルラジオ、井上苑子）
- 5月8日
  - 宝塚歌劇・雪組公演 ミュージカル「ローマの休日」スペシャル（TBSラジオ、20:00-20:30。P:安東弘樹、G:早霧せいな）
  - 映画「64」公開記念スペシャル『豪華キャストが語る「64」の真実』（TBSラジオ、20:30-20:55。司会:杉山真也、G:佐藤浩市、綾野剛、榮倉奈々）
- 5月9日 - NACK5 SPECIAL『Music Touch』（1:00-5:00（日曜深夜）。P:柴田聡、五戸美樹）
- 5月15日 - @FM SUNDAY SPECIAL「Little Glee Monster〜My Best Friend〜」（19:00-19:30）
- 5月27日
  - 未来を走り続けた冨田勲の音世界（NHK-FM、14:00-18:00。出演:吉松隆、藤岡幸夫、他）
  - 原爆投下から71年 オバマ大統領広島訪問（中国放送、15:00-17:00/17:15-17:30/17:45-17:57。P:本名正憲、田口麻衣、G:大平泰、平尾順平他）
  - TBS報道特別番組『オバマ大統領広島訪問』（TBSラジオ[350]/山口放送[351]/南海放送、17:50-18:30。P:荒川強啓、G:宮台真司、北丸雄二）
- 5月29日、30日 - 眠れない貴女へスペシャル あなたの街でリアル女子会・福井編（NHK-FM、23:00-翌1:00。P:村山由佳、奥野史子、G:岸谷香）
- 5月30日 - アンジュルムステーション1422 卒業スペシャル（アール・エフ・ラジオ日本、0:30-1:30）

### 6月放送
- 6月13日
  - FM93でアナログレコードを聴く!赤坂泰彦の洋楽リクエスト GOLDEN HITS FOREVER VOL.2（ニッポン放送、18:00-21:50）
  - 映画「64-ロクヨン-後編」公開記念スペシャルプログラム『元警察庁担当記者 青木理が聞く、横山秀夫と「64-ロクヨン-」の世界』 （TBSラジオ、21:00-21:30。出演:江藤愛）
- 6月19日
  - 報道特番“米軍属の事件に抗議する沖縄県民大会”（ラジオ沖縄、13:30-16:00。進行:小磯誠、リポーター:久高成矢、杉原愛）
  - 中継・被害者の追悼し、海兵隊の撤退を求める県民大会（琉球放送、14:00-15:00。進行:土方浄、G:屋良朝博）
  - 夏休みは信州の避暑地でエンジョイ♪ 家族で行こう!白樺リゾート（信越放送、15:00-16:00[352]。出演:もう中学生、こてつ、中澤佳子）
  - オールタイム・ジャニーズ 歌い継ぎたい名曲リクエスト（ニッポン放送、18:00-21:50。出演:ミッツ・マングローブ、垣花正）

### 7月放送
- 7月2日 - ONE STEP〜再始動〜（TBSラジオ、20:00-21:00。出演:高見沢俊彦、古舘伊知郎）
- 7月3日 - 吉田尚記のなるほど!漢字講座パート3（19:00-20:00）
- 7月10日
  - 参議院議員通常選挙開票特番は
- 7月16日 - ら♪ら♪ら♪ラジオです〜みんなで夜市（南海放送、FM愛媛、19:00-19:50、NHK第一松山放送局19:20-19:55。出演:岡田留美、西木恵美里、井坂彰）
- 7月17日
  - ホリデースペシャル SUMMER WIND RADIO 2016（RCCラジオ、9:00-10:55〔第1部〕、12:00-14:55〔第2部〕。出演:DJ.SALLY、久保田夏菜、他）
- 7月18日
  - ニッポン放送ショウアップナイター50周年特別番組 ラジオで聴いた プロ野球感動名場面（8:00-13:00。P:松本秀夫）[353]
  - PRONEXUS presents『アサザイ スペシャル』（ラジオNIKKEI R1、9:00-10:30。出演:御船祥史、梅田弘之、岡本伊久男、井上哲男、江守哲、江連裕子）
  - キラメキの発想スペシャル（ラジオNIKKEI R1、10:30-11:00。出演:YEN蔵、和島英樹、江連裕子、他）
  - マーケット・アナライズ・ホリデー（ラジオNIKKEI R1、11:00-12:00。出演:岡崎良介、鈴木一之、鎌田伸一、甕川誇章、松尾英里子）
  - 和島英樹のウィークエンド株!（ラジオNIKKEI R1、12:00-13:00。出演:和島英樹、福永博之、叶内文子）
  - ニッポン放送ショウアップナイター50周年特別番組 ショウアップナイターが選ぶ!プロ野球ベストナイン（13:00-14:30。P:師岡正雄）[353]
  - Special Program「LOVE OUR OCEAN」（bayfm、13:00-15:51。DJ:DJ TSUYOSHI、ケリーアン）
  - 『やっぱり株が好き!』〜備えあれば迷いなし〜（ラジオNIKKEI R1、13:00-14:30。早見雄二郎、長島和弘、朝倉慶、遠藤雅幸、別府孝男）
  - ニッポン放送ホリデースペシャル グリーンパワーデイ 〜みんなで再生可能エネルギーを考えよう〜（14:30-16:00。P:新保友映、G:飯田誠）
  - ザ・マネー〜"オノサト"special（ラジオNIKKEI R1、14:30-15:30。出演:小野田慎、佐藤隆司、内田まさみ）
  - プロはこう見る!FXの神髄（ラジオNIKKEI R1、15:30-16:00。出演:志摩力男、伊藤雅博、叶内文子）
  - マーケットスクウェア・デラックス（ラジオNIKKEI R1、16:00-17:00。出演:西山孝四郎、福永博之、比嘉洋、大里希世）
- 7月31日
  - 2016年東京都知事選挙開票特番は

### 8月放送
- 8月2日、23日 - 宮沢和史の沖縄民謡大全集（NHK-FM、23:00-24:00。G:よなは徹〔両日〕、大城クラウディア〔2日〕、上間綾乃〔23日〕）
- 8月2日 - サンドウィッチマンの天使のつくり笑い 夏だ!福島だ!伊達祭り!スペシャル（NHK第1、20:05-21:30）
- 8月4日 - 名実況でよみがえる!オリンピック感激の瞬間（NHKラジオ第1、20:05-21:55．司会:鈴木桂一郎、G:森末慎二、山口香、岩崎恭子）
- 8月6日
  - 平成28年 広島平和記念式典（NHKラジオ第1、8:00-9:00。司会:内藤雄介、出演:黒澤満、他）
  - 平和記念式典中継特別番組（FM広島8:00-8:30。出演:磯貝修也、近藤志保）
  - あの日、母は少女だった 被爆の記憶をたどる母と息子の対話（NHKラジオ第1、21:05-21:55。出演:樹木希林、本木雅弘、渡邊弘子、田原彰敏、中山果奈）
  - 「妻」から「夫」へ 被爆を語り継いだある夫婦の物語（NHKラジオ第1、22:10-23:00）
- 8月7日
  - パルコ劇場 ザ・クライマックス（TOKYO-FM、12:00-12:25。出演:佐藤隆太、古賀涼子）
  - 日本民謡フェスティバル（NHK-FM、16:00-17:30。司会:ナナオ、須藤圭子）
- 8月8日 - 天皇陛下お気持ち表明（NHKラジオ第1、14:55 - 16:20）
- 8月8日-11日
  - クロスオーバーイレブン2016夏　老ボクサーの夢（NHK-FM、23:00-24:00）
- 8月8日9日-11日、9月22日
  - セッション2016プレゼンツ 未放送音源セレクション（NHK-FM、14:00-15:55〔8月〕、7:20-9:20〔9月22日〕）
- 8月8日-12日
  - ヨーロッパ夏の音楽祭（NHK-FM、19:30-21:10。出演:柴辻純子、中野振一郎、一柳慧、尾高忠明、他）
  - 真夏の夜の偉人たち（NHK-FM、21:10-23:00。出演:矢島正明、パックン、高平哲郎、ロバート・キャンベル、押尾コータロー）
- 8月8日 - 語りの劇場 グッとライフ リオ五輪スペシャル（NHKラジオ第1、20:05-21:55）
- 8月9日
  - 平成28年 長崎平和祈念式典（NHKラジオ第1、10:55-11:30頃。出演:森田哲意、朝長万左男）
  - 長崎原爆の日ラジオ特集「被爆劇 恵の丘長崎原爆ホームの舞台」（NHKラジオ第1、20:05-20:55）
- 8月10日 - 真夏の話術（NHKラジオ第1、20:05-21:55。MC:ナイツ、出演:桂宮治、春風亭昇々、春風亭ぴっかり☆、笑福亭羽光、林家つる子、柳家わさび、柳亭こみち、鈴々舎馬るこ、鈴々舎八ゑ馬）
- 8月11日 - ココロのオンガク 〜music for you〜 2016夏（文化放送、11:00-12:45）
- 8月12日 - ミュージックライン 勝手に夏フェススペシャル（NHK FM、16:00-18:00）
- 8月13日
  - 松井咲子の“クラシックはじめました”（NHK-FM、19:20-21:00。G:山里亮太、宮本文昭）
  - 夏のラテン・ハイブリッド（NHK-FM、21:00-22:00。出演:宮田信）
  - 特集オーディオドラマ「わが心のジェニファー」（NHK-FM、22:00-23:00）
  - 浅野忠信のアクターズミュージック（NHK-FM、23:00-24:00。進行:ブライアン・バートンルイス、出演：浅野忠信、SODA!、深田晃司）
- 8月14日
  - 徳光和夫のふるさと民謡トーク（NHK-FM、14:00-16:00。G:中村雅俊、広末涼子、具志堅用高、壇蜜、朝倉さや）
  - ビートルズ来日50年!あの歌をもう一度（NHK-FM、19:20-23:00。進行:関口健）
- 8月15日-18日
  - あなたの知らない作曲家の素顔（NHK-FM、14:00-15:55。出演:西村朗、羽田美智子）
  - つのだ☆ひろと矢口清治の“ミュージックプラザ”な夏休み（NHK-FM、16:00-18:00）
- 8月16日-20日 - 渡辺祐のリビング・ラジオ（NHK-FM、0:00-1:00。A:江崎史恵、G:コシノジュンコ〔16日〕、赤塚りえ子〔17日〕、パンチ佐藤〔18日〕、広瀬弦〔19日〕、高平哲郎〔20日〕）
- 8月16日 - うたエール がまだせ!熊本（NHKラジオ第1、20:05-21:55。司会:稲塚貴一、出演:コロッケ、島津亜矢、小山薫堂、メッセージG:石川さゆり、八代亜紀、森高千里）
- 8月17日 - アナウンサーのディープな夜（NHKラジオ第1、20:05-20:55〔第1部〕、21:05-21:55〔第2部〕。司会:岡田圭右、三輪秀香、出演:塚原泰介、山本志保、近田雄一〔第1部〕、藤井彩子、塩澤大輔、松岡忠〔第2部〕、G:向谷実〔第1部〕、水木一郎〔第2部〕）
- 8月18日-20日 - メニューイン変奏曲 名盤を通して知る大芸術家（NHK-FM、19:30-21:00。司会:東涼子、解説:相場ひろ、G:古澤巌）
- 8月19日
  - クラシックリクエスト（NHK-FM、13:00-18:00。出演:渡邊一正、天満敦子、渡邊佐和子）
  - ポップ・リワインド90's サマーナイト2016（NHK-FM、23:00-24:00。出演:鈴木桃子）
- 8月21日
  - まろのSP日記 第15集 童謡のふるさと・鳥取編（NHK-FM、14:00-16:00。G:遠藤千晶）
  - 迷宮 画のないアニメ館（NHK-FM、21:30-22:30。司会:足立梨花、出演:置鮎龍太郎、村田太志、内田彩、徳井青空）
- 8月26日
  - まもなく!TOKYO JUKEBOX 前夜祭（TBSラジオ、17:50-18:00。P:マキタスポーツ、やついいちろう〔エレキコミック〕、蟹江一平、篠原ともえ）
  - TOKYO JUKEBOX 前夜祭（TBSラジオ、18:00-22:00。P:マキタスポーツ、やついいちろう〔エレキコミック〕、蟹江一平、篠原ともえ）
  - ワールドロックナウ サマースペシャル 2016 WRN 夏フェス（NHK-FM、23:00-24:00。G:吉井和哉）
- 8月30日 - 夏休み特別企画「八月の光」（Tokyo FM、1:00-3:00（月曜深夜）、出演:西脇彩華〔9nine〕、新国立劇場演劇研修所第10期生）

### 9月放送
- 9月1日
  - 防災の日ラジオ特集 南海トラフ巨大地震 命を守るために（NHK大阪放送局 / NHKラジオ第1、9:05-11:49。司会:横尾泰輔、出演:宮川大助・花子、矢守克也）
  - JA共済防災の日スペシャル 自然災害に備えて、あなたが今やるべきこと（文化放送他全国AM38局、11:00 - 12:00。出演:コロッケ、伊藤和明、石川真紀）
  - 全国展開!らじる★らじる 地域番組の魅力に迫る!（NHKラジオ第1、17:05-17:55。出演:畠山智之、久保田恵、はしのえみ）
- 9月2日
  - 毎日放送開局65周年記念特別番組 祝!MBSラジオ65周年!人気パーソナリティ5人大集合!4時間生放送でしゃべるんジャー!こんちわ65周年もありがとう!ええなぁもてんコモリもすこ～し愛して♡（MBSラジオ、出演:浜村淳、近藤光史、子守康範、上泉雄一、松井愛）
- 9月3日
  - 特別番組 永六輔さんへの葉書（TBSラジオ、9:00-11:00。司会:はぶ三太郎、外山惠理、G:ピーコ、永千絵、永麻理）
  - ラジオで安心 みんなの防災 2016（ニッポン放送、11:00-17:00。出演:飯田浩司、増山さやか、八木亜希子、上村貢聖、辛坊治郎、蝶野正洋、荘口彰久、早川正士、薗田杏奈、井上晴美、東島絵里、他）
- 9月10日
  - カープ優勝スペシャル 朝までVeryカープ! 今夜は最高で〜す!（中国放送、22:04-翌5:00。出演：住本明日香、長谷川努ほか）[354]
- 9月10日、11日
  - 9月なのに突然ですがKinKi Kids生放送!（NHK-FM、23:00-翌1:00。G:堂島孝平、八橋義幸）
- 9月12日
  - カープ優勝おめでとう! 真っ赤劇場!（広島エフエム放送、13:30-16:39／17:00-18:55／20:00-20:55。出演:広島エフエムパーソナリティ、コメント:ユニコーン、ポルノグラフィティ、世良公則、堂珍嘉邦、島谷ひとみ、TEE、坪北紗綾香）[355]
- 9月19日
  - 武田鉄矢 出張出前おろし第二弾 宮沢賢治生誕120年記念 ミステリアス「風の又三郎」（文化放送、9:00-10:55）
  - ココロのオンガク 〜music for you〜 LOVE＆LOCAL（文化放送、11:00-12:55）
  - ニッポン放送ホリデースペシャル 成田ゆめ牧場に GO! GO! COME ON!!（11:30-13:00。P:嘉門達夫、A:増田みのり）
  - ニッポン放送ホリデースペシャル 日清オイリオグループpresents あなたの健康 どげんかせんとスペシャル（13:00-15:00。P:東国原英夫、根本美緒）
  - ニッポン放送ホリデースペシャル ガレッジセールのぐるーりニッポン 本当におすすめのツアー教えちゃいますスペシャル!（15:00-16:00）
  - LOVE OUR BAY, LOVE OUR TRAIN（bayfm、13:00-15:00。DJ:春原佑紀）
- 9月25日
  - TBSラジオ 秋のエア・ナビゲーション（11:30-11:55）
- 9月26日
  - TOYOTA presents PRIUS IMPOSSIBLE GIRLS STAGE in MEGAWEB（文化放送、1:00-1:30（日曜深夜））
- 9月29日
  - MUSIC★J スタートスペシャル（STVラジオ、20:00-21:00、P:松崎真人）[356]

### 2回以上放送のシリーズ番組

#### 1年間で複数回放送された、または放送予定の特番
- 3月6日 - 3月27日 - J-WAVE SPRING SPECIAL（J-WAVE、日曜18:00）[357]
- CBCラジオ開局65周年記念特別番組 『ドリームマッチ』（CBCラジオ）[358]
  - 4月24日:小堀勝啓（元CBCアナウンサー）×吉田照美（元文化放送アナウンサー）
  - 5月29日:多田しげお（元CBCアナウンサー）×道上洋三（朝日放送エグゼクティブアナウンサー）
  - 6月17日:宮部和裕（CBCアナウンサー）×川上憲伸（元中日ドラゴンズ投手）
  - 7月24日:北野誠×水道橋博士
  - 8月21日:永岡歩（CBCアナウンサー）×荘口彰久（元ニッポン放送アナウンサー）
  - 9月1日、12月15日:つボイノリオ×山下達郎
- NHKラジオ特番「又吉・児玉・向井のあとは寝るだけの時間」（NHKラジオ第1、20:05-21:55〔5月3日〕、19:20-20:55〔8月11日〕）
- 10月2日 - 小林克也のNo.1 RADIO（中国放送、日曜10:00-14:00）

### 第24回参議院議員通常選挙
放送日は2016年7月10日を基準とする。
- NHKラジオ第1
  - 参院選2016 開票速報（19:55-翌5:00）- NHK-FMと同時放送、一時中断あり
  - 参院選 開票結果まとめ（翌5:00-5:25）
- TBSラジオ
  - 「TBSラジオ・JRN参院選スペシャル2016〜この国はどこへ向かうか?〜」（19:55-翌2:00。司会:荻上チキ、麻木久仁子、出演:中北浩爾、木村草太、片岡剛士、神保哲生、水無田気流、武田一顕、南部広美、中村尚登、他） - 多くのJRN加盟局で放送（飛び乗り・飛び降りあり）
  - 「参院選スペシャル2016第二部〜選挙情報を随時お伝えします〜」（翌2:00-翌4:00） - TBSラジオと山形放送、ラジオ福島、信越放送（2:30から）
- 文化放送
  - 「参議院議員選挙開票スペシャル 〜18歳の選挙権〜」（19:50-23:30。司会:斉藤一美、小尾渚沙、G:歳川隆雄、竹内美宥（AKB48）、たかまつなな、原田謙介）[359] - 茨城放送と西日本放送でも20:00-23:30にネット。南海放送では「参議院議員選挙 開票速報特番 〜18歳からの審判〜」に、ラジオ沖縄でも後述の特番に内包する形で一部ネット
- ニッポン放送
  - 「ニッポン放送参議院選挙開票速報 わたしたちの選挙〜10代から考えるニッポンのミライ」（21:00（予定）野球中継終了後の20:30からに繰上げ-翌1:30。アンカーマン:飯田浩司、コメンテーター:浅川博忠、長谷川幸洋、新内眞衣、情報センター:吉田尚記）[360][361]
- アール・エフ・ラジオ日本
  - 「ラジオ日本報道スペシャル 参議院選挙速報・日本のこれから」（21:15-23:00。進行:飯島理之、出演:伊藤達美、高倉亨）[362]
- エフエム東京
  - 「2016年 参議院議員選挙 特別番組 列島タイムライン」[363]
    - 第1部 開票速報（20:00-20:30。出演:佐々木利尚、古賀涼子） - TOKYO FMとRadio-Berry、FM新潟、FM富山、FM石川、@FM、FM三重、FM滋賀、FM岡山、広島FM、FM佐賀、FM長崎、FM大分で放送
    - 第2部 明日への判断（22:00-23:55。出演:速水健朗、飯田泰之、古賀涼子） - 22時台はTOKYO FMとFM秋田、FM山形、Radio-Berry、FM新潟、FM石川、FM福井、FM三重、FM滋賀、FM岡山、広島FM（22:30まで）、FM山口、FM徳島（22:30から）、FM佐賀、FM長崎、FM熊本、FM大分、FM宮崎で放送。23時台は全国38局。
    - 第3部 SCHOOL OF LOCK! 18歳からの選挙権スペシャル （翌0:00-1:00。出演:とーやま校長、あしざわ教頭、原田謙介、椎木里佳） - TOKYO FMとFM秋田、FM岩手、FM山形、ふくしまFM、FM石川、FM福井、FM三重、FM滋賀、FM岡山、FM徳島、FM福岡、FM佐賀、FM長崎、FM熊本、FM大分、FM宮崎、FM鹿児島で放送
- 山形放送
  - 「2016参院選・やまがた夏の陣」（21:00-24:00）
- IBC岩手放送
  - 「IBC報道特別番組 参院選開票速報2016」（19:55-20:30〔第1部〕、21:30-22:00〔第2部〕）
- FM NACK5
  - 「参議院選挙2016」（翌1:00-翌2:00頃）
- 静岡放送
  - 「SBS選挙スペシャル〜参院選開票速報2016」（20:00-20:30〔第1部〕、翌0:00-0:30〔第2部〕）
- CBCラジオ
  - 「参院選2016 日本の行方 安倍政治への審判」（23:00-24:00）
- 東海ラジオ
  - 参議院選挙開票特番（翌0:30-1:00。進行:源石和輝、解説:飯尾歩、開票速報:村上和宏、レポート:前野沙織、井田勝也）[364]
- ラジオ関西
  - 「選挙です!林編集長」（20:00-21:00〔第1部〕、23:00-24:00〔第2部〕）
- 朝日放送
  - 「ABCラジオ選挙スペシャル 78をめぐる争い」（22:00-23:30。進行:堀江政生、古川昌希、G:曽我豪、谷口真由美）[365]
- 毎日放送
  - 「参院選特番・黙ってへんで!報ラジ選挙開票速報」（21:00-翌1:00。出演:朴一、内藤正典、水野晶子、千葉猛、上田崇順、福本晋悟）[366]
- KBS京都
  - 「報道特別番組 2016 参議院議員選挙開票速報」（21:00-21:30〔第1部〕、22:30-23:30〔第2部〕。司会:森谷威夫、解説:関根英爾、票読み:海平和）
- ラジオ大阪
  - 「第24回参議院議員選挙開票特番2016」（21:30-23:00。出演:藤川貴央、安本寿久）
- 中国放送
  - 「RCCラジオ 参議院選挙特別番組 ラジプリズム 超・開票速報」（21:00-24:00。出演:カンダマサヨシ、平尾順平、新井誠、柏原清純、泉水はる佳）[367] - ニコニコ生放送でも同時配信。ラジオ放送は「RCCカープナイター」終了後より。
- RKBラジオ
  - 「RKBラジオ参議院選挙スペシャル」（19:55-22:00）
- 九州朝日放送
  - 「KBCラジオ 参議院議員選挙 開票スペシャル」（19:55-23:30）
- 琉球放送
  - 「特別番組 第24回参議院議員選挙通常選挙 沖縄地区開票速報」（20:00-22:00。進行:土方浄、解説:吾津洋二郎、G:波平恒男）
- ラジオ沖縄
  - 「ROK報道特別番組 参議院議員選挙開票スペシャル」（21:00-22:50。進行:金城奈々絵、解説:琉球新報社記者（予定）、リポーター:久高成矢、杉原愛）[368]
  - 「参議院議員選挙開票スペシャル」（23:00-23:30。進行:金城奈々絵）

### 2016年東京都知事選挙
- TBSラジオ
  - TBSラジオ都知事選特番 都民の選択・都政の未来[369]
    - 放送時間：21:00 - 22:00
    - 出演者：外山惠理、カンニング竹山、武田一顕、木寺元ほか
- 文化放送
  - 首都決戦!東京都知事選挙開票スペシャル[370]
    - 放送時間：19:55 - 21:00
    - 出演者：砂山圭大郎、白石真澄ほか
- ニッポン放送
  - ニッポン放送 東京都知事選挙開票速報!どうする?どうなる?東京の未来!![371]
    - 放送時間：19:50頃 - 20:15頃（前半、ニッポン放送ショウアップナイター・阪神タイガース対中日ドラゴンズを一時中断して『ショウアップナイタースペシャル』扱いで放送）、ナイター中継終了後 - 22:00（後半）
    - 出演者：飯田浩司、鈴木哲夫、石元悠生ほか

※これ以外の在京ラジオ各局（RFラジオ日本・エフエム東京・J-WAVE）でも20:00以降の定時ニュース内で都知事選の開票速報を行った。

### リオデジャネイロオリンピック
リオデジャネイロオリンピックに関連する特別番組の列挙（いずれも民放ラジオ101局統一番組）
- 主題歌：lol-エルオーエル-『spank!!』[373]

#### 事前番組
期間はいずれも7月25日 - 8月5日。キャスターは脊山麻理子が務める。
- ボンジーア!リオデジャネイロオリンピック
  - 午前帯（8時 - 12時）に90秒間放送
  - 現地や競技、オリンピックの歴史や豆知識を紹介する。

- ロード・トゥー リオデジャネイロオリンピック
  - 午後帯（12時 - 16時）に100秒間放送
  - 注目の日本人選手や競技をピックアップして紹介する。

- ボアタルジ!リオデジャネイロオリンピック
  - 夕方帯（15時-18時）に100秒間放送
  - 競技種目の見どころや日本人選手の活躍期待値を伝える。

#### 大会期間番組
期間はいずれも8月6日-8月22日。キャスターは荻原次晴が務めるが6日の初回放送分と22日の最終放送分は脊山とのダブルキャストで、15日は脊山が担当。
- リオデジャネイロオリンピック リポート
  - 平日：12時-14時の間に10分間放送
  - 土日：12時-22時の間に05分間放送
  - その日に活躍した日本人選手の模様を実況カットを盛り込みながら

- リオデジャネイロオリンピック ハイライト
  - 平日：15時-17時の間に10分間放送
  - 土日：15時-22時の間に05分間放送
  - その日に行われた競技結果をまとめて

- VIVA!リオデジャネイロオリンピック
  - 17時-19時の間に90秒間放送
  - 現地時間でこの後開始される注目の競技

#### 実況中継
在京ラジオ局（TBS・QR・LF）のいずれかが幹事局となり、TBS・QR・LF+希望局で以下の競技を中継。
- 男子サッカー（日本代表戦）
  - 放送時間:（1次リーグ第1戦）8月5日9:50 - 12:00 （1次リーグ第2戦）8月8日9:50 - 12:00 （1次リーグ第3戦）8月11日6:50 - 9:00
  - 幹事局：不明、ネット局:LF、QR、NACK5、FM PORT
  - 実況:師岡正雄 (LF)、解説:中田浩二〔5日〕、実況:横井健吉 (NHK)、解説:戸田和幸〔8日〕、実況:伊藤隆佑 (TBS)、解説:福西崇史〔11日〕
- 女子マラソン
  - 放送時間:8月14日 21:00 - 翌0:30
  - 幹事局、ネット局:文化放送、ニッポン放送（21:20 - ）
  - 解説：金哲彦、実況：松島茂（QR）
- 男子マラソン
  - 放送時間:8月21日 21:00 - 24:00
  - 幹事局、ネット局:文化放送、ニッポン放送（21:20 - ）
  - 解説：金哲彦、実況：塚本貴之（NHK）

## 放送時間移動など
- 1月2日 - 痛快トーク あなたの幸せ（ラジオ大阪、土曜12:30）放送時間短縮
- 1月3日
  - 辻よしなり・保科有里の 歌が聴きたい（TBSラジオ、日曜17:30）放送時間移動
  - OBC広報番組 愛してラジオ大阪（ラジオ大阪、日曜20:50）放送時間移動
- 1月4日（3日深夜） - 木村昴・外崎友亮のビバップコミュニケーション（ラジオ大阪、月曜1:00）放送時間繰り下げ
- 1月27日 - ゲスの極みLOCKS!（水曜23:10頃）放送休止
- 3月28日
  - 宮地佑紀生の聞いてみや〜ち（東海ラジオ、月 - 木曜13:00 - 16:00）週4回の放送に移行
  - 報道するラジオ（MBSラジオ、月曜20:00 - 21:00）放送時間移動
  - 中西哲生のクロノス（TOKYOFM、月 - 木曜6:00 - 9:00）週4回の放送に移行
- 4月1日 - かにタク言ったもん勝ち（東海ラジオ、金曜9:00 - 12:00）週1回の放送に移行
- 4月2日
  - 小島一宏 一週間のごぶサタデー（東海ラジオ、土曜7:00）放送時間繰り上げ、放送時間拡大
  - 三四郎のオールナイトニッポン0(ZERO)（ニッポン放送、土曜3:00（金曜深夜））曜日移動
  - 柴田博のほたるまち旅行社（ABCラジオ、土曜12:30）放送時間短縮
  - 要のある音楽（FMOSAKA、土曜5:30）放送時間短縮
  - 遊助のOVER GROUND（FMOSAKA、土曜11:00）放送時間移動
- 4月3日
  - 渋谷和宏・ヒント（TBSラジオ、日曜5:05）放送時間移動、放送時間短縮
  - ネットワーク1・17（MBSラジオ、日曜5:30）放送時間移動
  - MAX・邦丸 Ride on Boat（文化放送、16:00。出演者:MAX、野村邦丸、高尾晶子）[298] リニューアル改題
  - SUPER J-HITS RADIO（FM COCOLO、日曜19:00）放送局移動、放送時間短縮[307]
  - 802 BINTANG GARDEN（FM802、日曜20:00-21:00。DJ:週替わり）放送再開
  - 中山優馬 RADIO CATCH（FM OSAKA、日曜6:30）放送時間移動
  - KOSÉ MUSIC ON THE EDGE（FM OSAKA、日曜11:00）
- 4月4日
  - STVラジオ
    - オハヨー!ほっかいどう（月 - 金5:30 - 8:30）放送時間短縮
    - リクエストプラザ（月 - 金8:30 - 10:00）放送時間拡大とそれに伴う改題
    - 工藤じゅんきの十人十色（月 - 金10:00 - 13:00）放送時間拡大
- 4月8日 - ふみ子・恵のうふふのふ（ラジオ大阪、金曜19:00）曜日移動
- 4月10日
  - 押切もえのDOKI DOKI DISCOVERY（文化放送、日曜13:00。出演:仁香、近藤しづか、ハッピーだんばら）[298] リニューアル改題
  - リトグリのハモれでぃお（東海ラジオ、日曜21:30）曜日移動
- 4月11日
  - 毒蝮三太夫のミュージックプレゼント（TBSラジオ、月 - 金曜から月 - 木曜に。放送時間も変更。新たに金曜は『高橋芳朗のミュージックプレゼント』を放送）
- 5月6日 - 玄秀盛の駆け込みRADIO（アール・エフ・ラジオ日本小田原放送局、金曜[注 26] 13:05）放送時間変更
- 10月1日 - 堀江由衣の天使のたまご（文化放送、土曜2:00〈金曜深夜〉。出演:堀江由衣）放送時間変更と曜日移動